# ゲーム機一覧

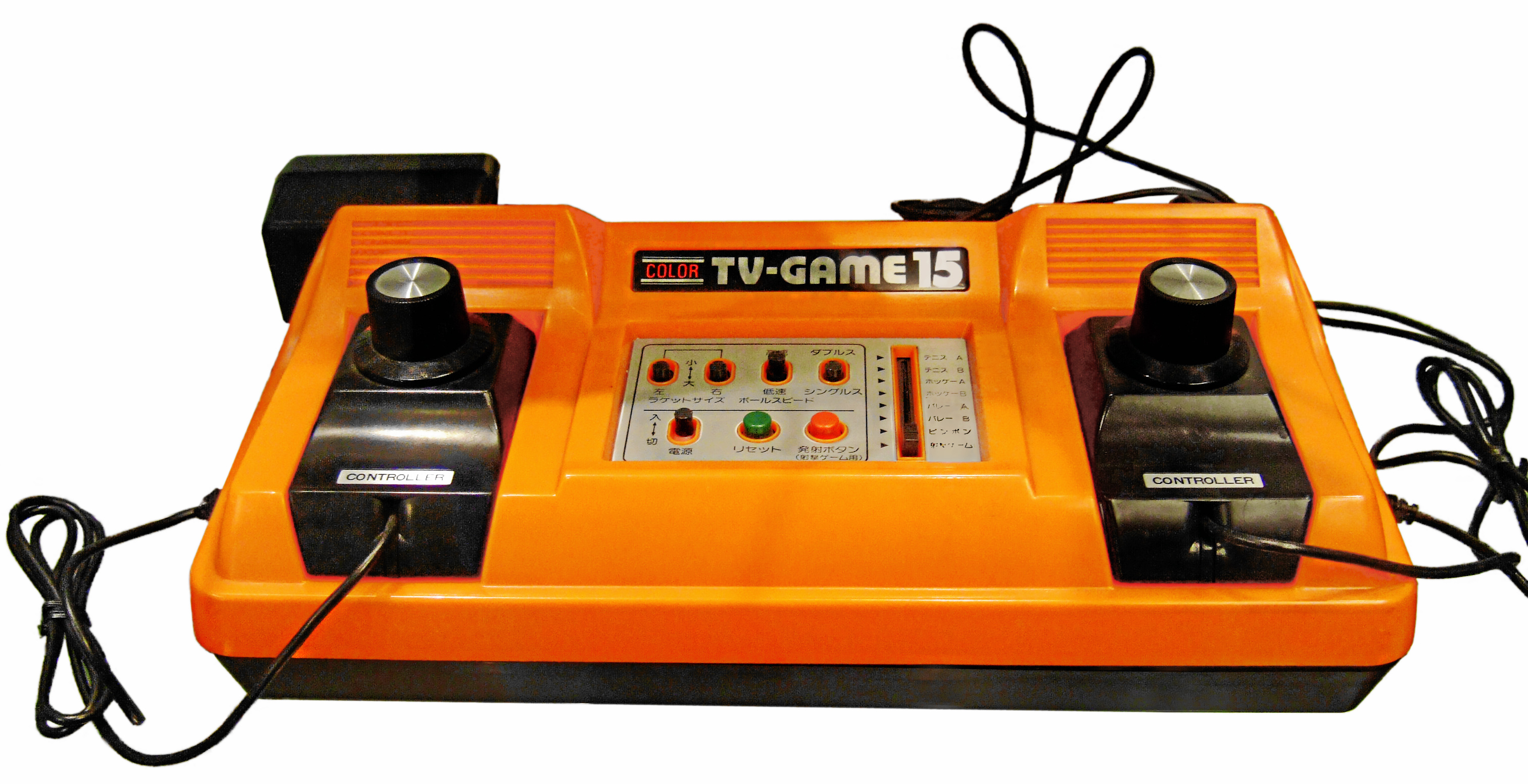
任天堂のカラーテレビゲーム15

ゲーム機一覧（ゲームきいちらん）では、主に日本でのゲーム機を列挙する。いずれも商品名、各メーカーの登録商標または商標。
通例ゲーム機と言った場合はゲーム専用機を指し、パーソナルコンピュータに分類されるいわゆるゲームパソコン類は含まないことが多いが、本稿では複合機や関連機種の観点から一部の機種が併記されている。マルチメディア機 / 複合機等以外の節におけるパソコンは「※ゲームパソコン」と注記した。
また本稿ではソフト非交換式ゲーム機は主に電子ゲームやその他のゲーム機の節で扱うが、ソフト交換式ゲーム機と同じメーカーの製品はできるだけ同じ節にまとめた。

## 家庭用ゲーム機

### テレビゲーム機（据え置き型ゲーム機）

#### 任天堂発売のゲーム機
- カラーテレビゲーム15（1977）
  - カラーテレビゲーム6（1977）

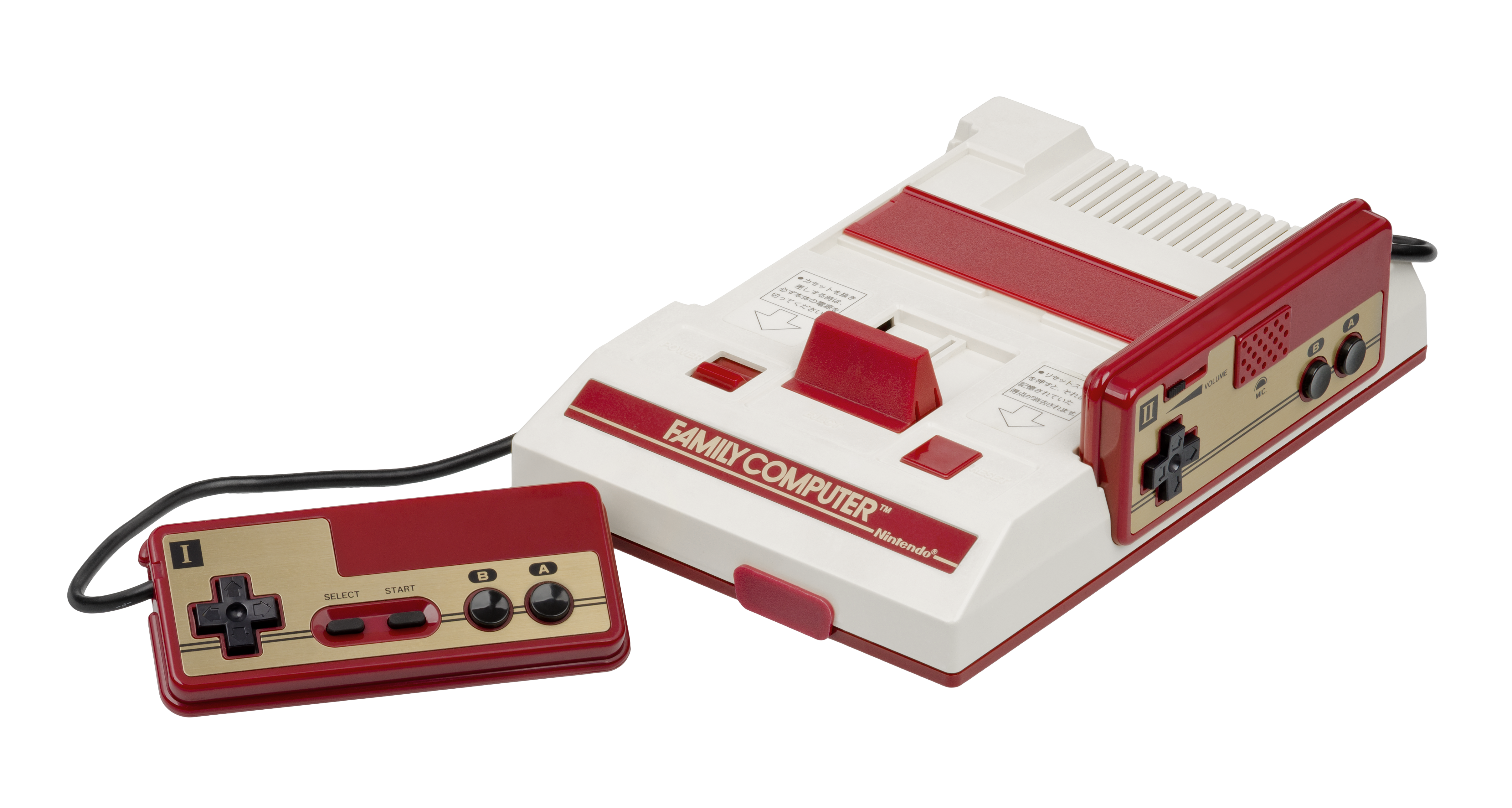
任天堂のファミリーコンピュータ

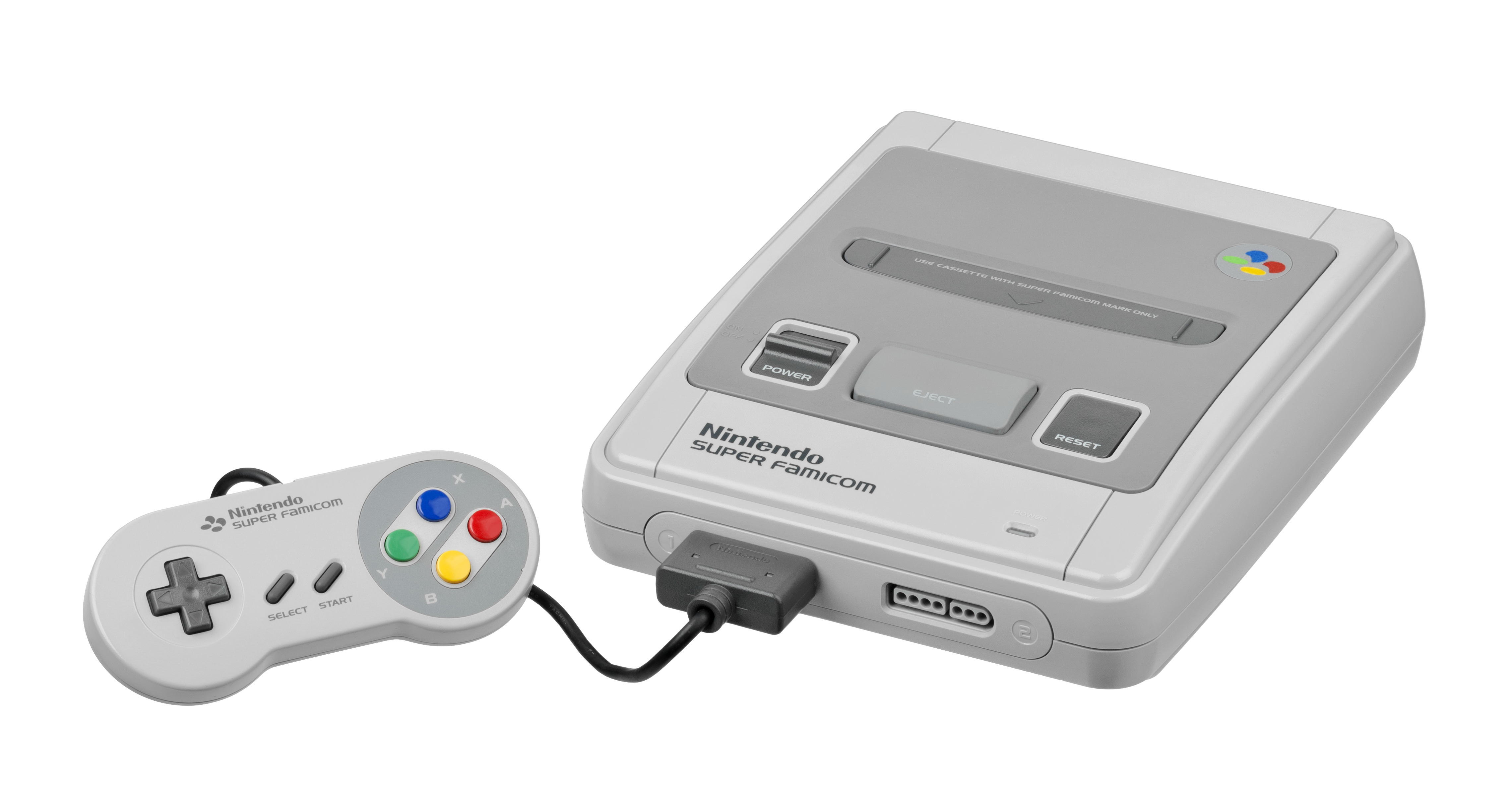
スーパーファミコン

  - カラーテレビゲーム レーシング112（1978）
  - カラーテレビゲーム ブロック崩し（1979）
  - カラーテレビゲーム コンピュータTVゲーム（1980）
- ファミリーコンピュータ（1983） - 初期型の四角ボタンのものなど、いくつかの型あり
  - AV仕様ファミリーコンピュータ（ニューファミコン）（1993）
  - HYUNDAI COMBOY（1989） - 韓国版ファミリーコンピュータ
  - Nintendo Entertainment System（1985） - 海外版ファミリーコンピュータ
  - New-Style NES（NES2）（1993） - 海外版AV仕様ファミリーコンピュータ
- ツインファミコン（シャープ）（1986）
- スーパーファミコン（1990）
  - HYUNDAI SUPER COMBOY（1992） - 韓国版スーパーファミコン
  - スーパーファミコンジュニア（1998）
  - Super Nintendo Entertainment System（1991） - 海外版スーパーファミコン
  - New-Style Super NES（SNES2）（1998） - 海外版スーパーファミコンジュニア
- NINTENDO 64（1996） - 2000年にはピカチュウモデルが発売
  - Hyundai Comboy64（1997）
  - iQue Player（2003）
- ニンテンドー ゲームキューブ（2001） - 2003年には阪神タイガース優勝記念モデルが発売
  - Panasonic Q（2003） - 松下電器（現：パナソニック）が発売
- Wii（2006）
  - Wii Family Edition（2011）
  - Wii Mini（2012）
- Wii U（2012）
  - JOYSOUND FESTA (2013)

#### ソニー・インタラクティブエンタテインメント（SIE、旧称：SCE）発売のゲーム機
- PlayStation（1994）
  - PS one（2000）

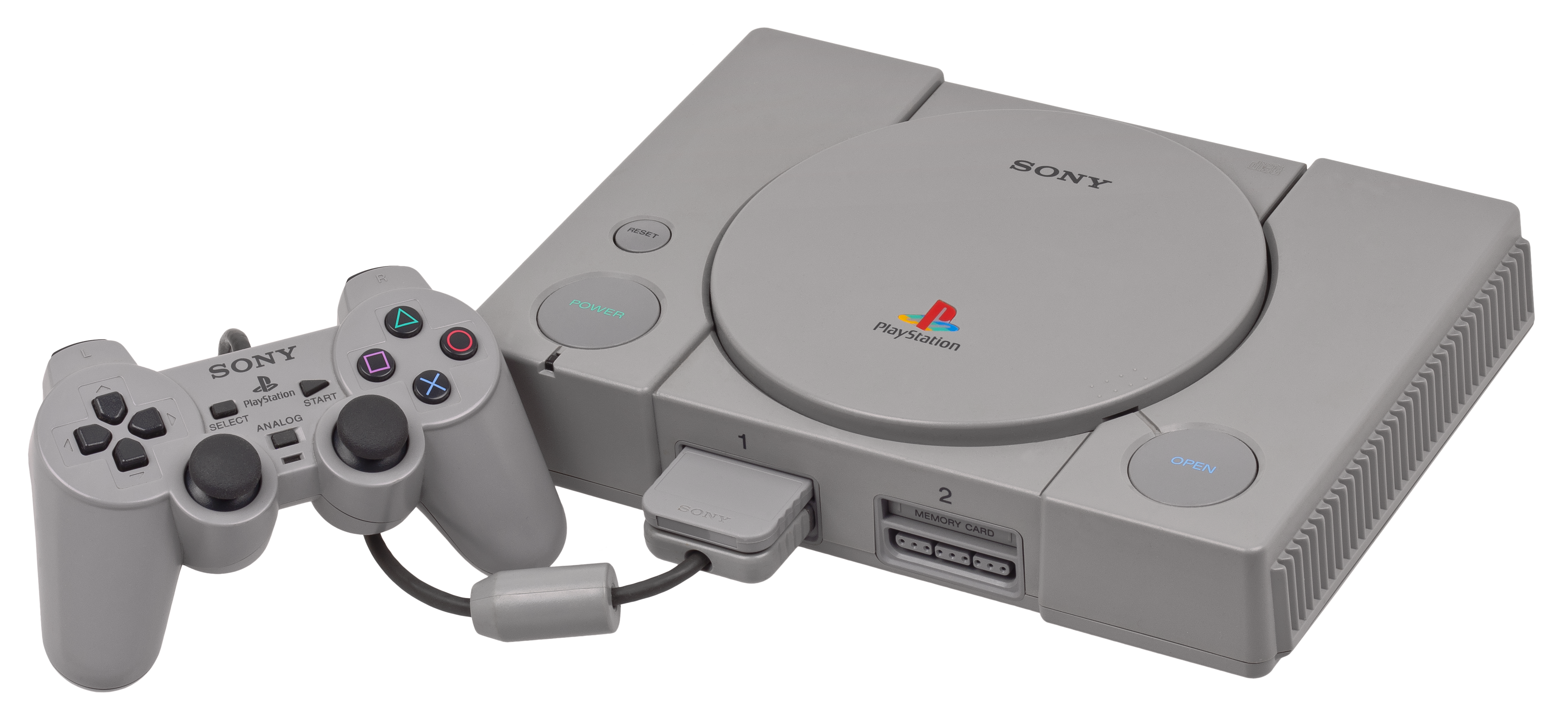
初代PlayStation（SCPH-5001）

- PlayStation 2（2000）
  - PlayStation 2 Slim（2004）
  - PlayStation 2 Super Slim（2007）
- PlayStation 3（2006）
  - PlayStation 3 40GBモデル（2007）
  - PlayStation 3 Slim（2009）
  - PlayStation 3 Super Slim（2012）
- PlayStation Vita TV（2013）
- PlayStation 4（2014）
  - PlayStation 4 Superモデル（2015）
  - PlayStation 4 Slim（2016）
  - PlayStation 4 Pro（2016）
- PlayStation 5（2020）
  - PlayStation 5 デジタル・エディション（2020）
  - PlayStation 5 Slim（2023）
  - PlayStation 5 Pro（2024）

#### マイクロソフト発売のゲーム機
- Xbox（2002）
- Xbox 360（2005）
  - Xbox 360 エリート（2007）
  - Xbox 360 S（2010）
  - Xbox 360 E（2013）
- Xbox One（2014）
  - Xbox One S（2016）
  - Xbox One X（2017）

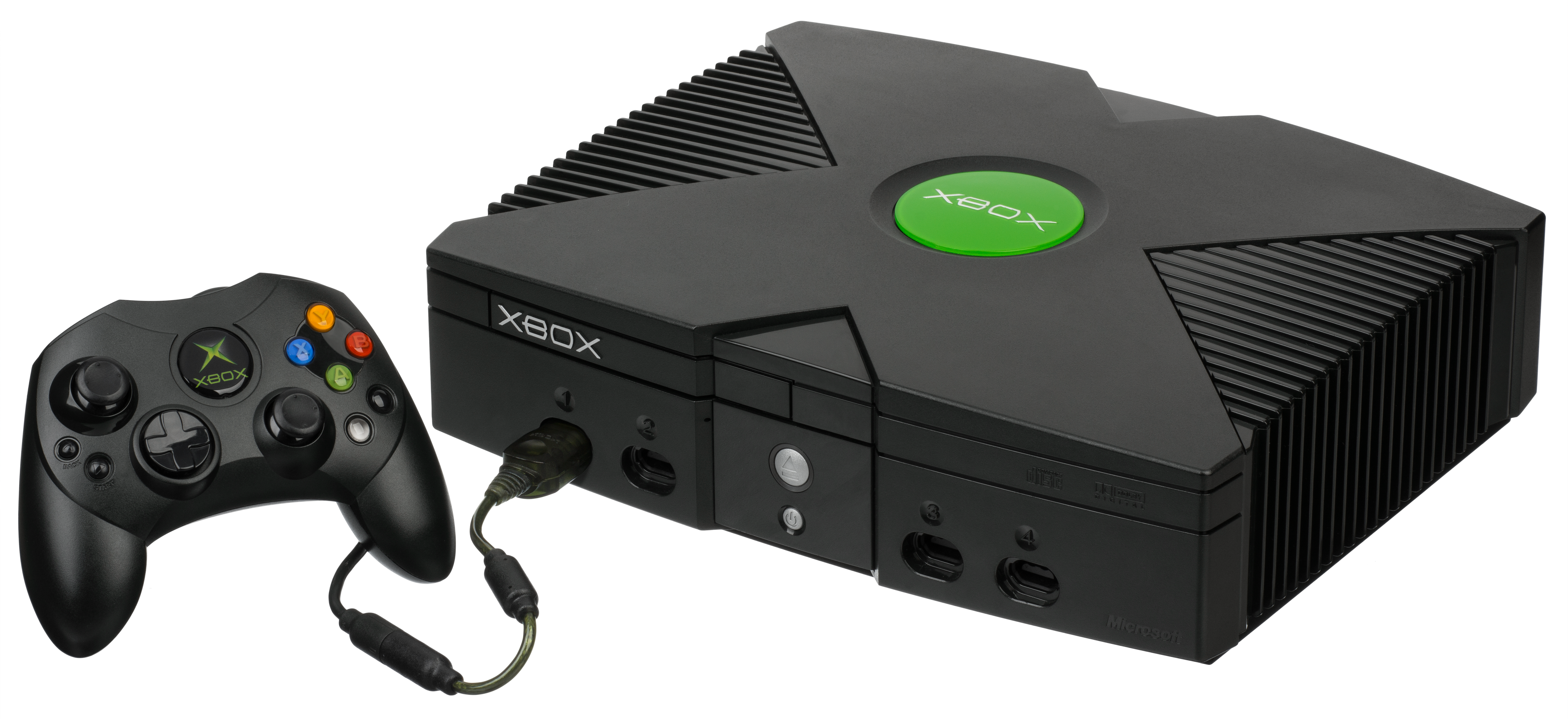
初代Xbox

  - Xbox One S All Digital Edition（2019）
- Xbox Series X（2020）
  - Xbox Series S（2020）
- Xbox Cloud Gaming（2020）

#### セガ発売のゲーム機
- SG-1000（1983）
  - SG-1000II（1984）
- セガ・マークIII（1985）
  - セガ・マスターシステム（1987）
  - セガ・マスターシステム2（1989）

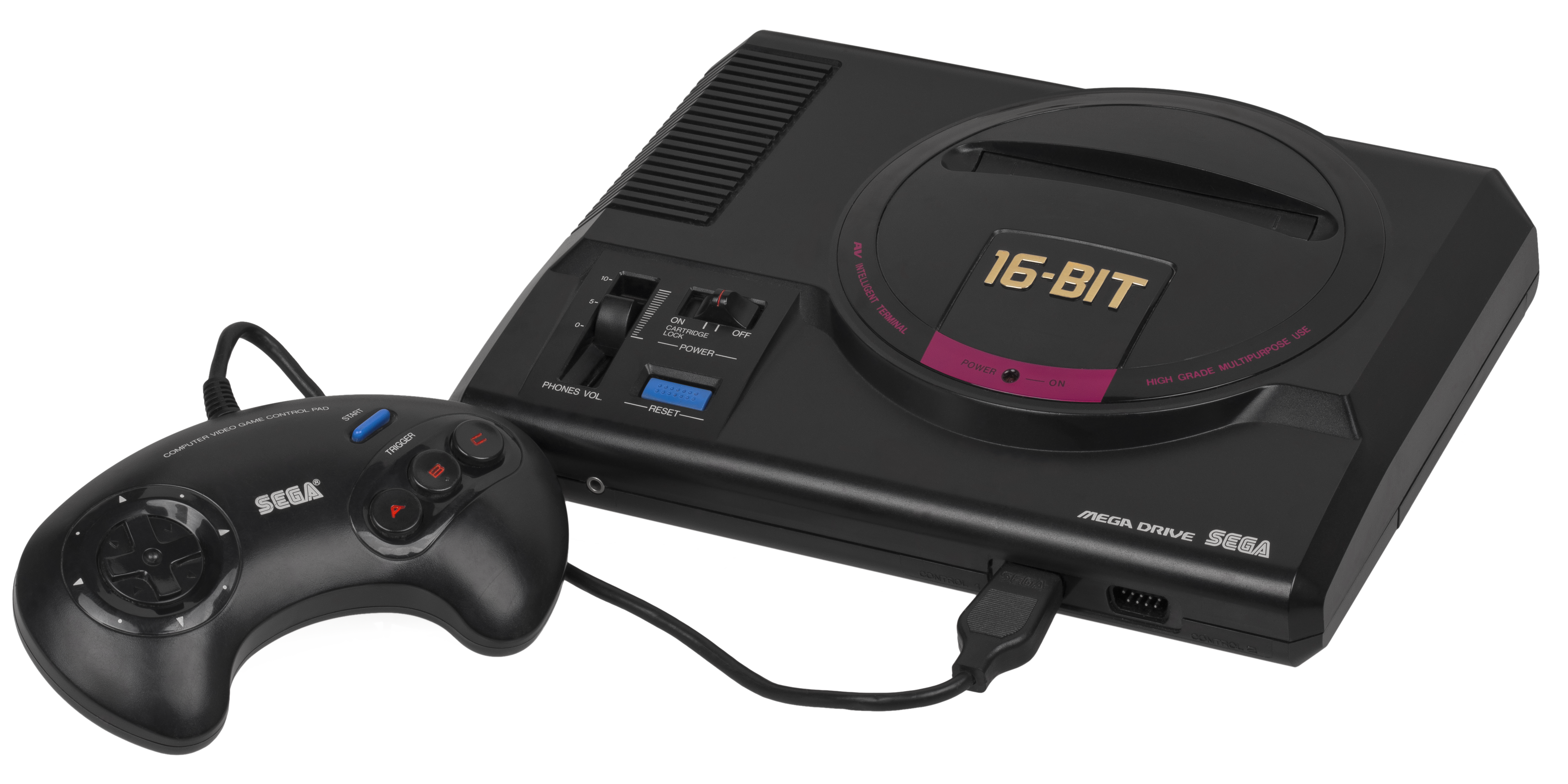
メガドライブ（セガ）

  - GAMBOY→ALADDINBOY（1987） - 韓国版セガ・マスターシステム
  - 世嘉 Master System II（1989） - 中国版セガ・マスターシステム2
  - 世嘉电子智能机（1987） - 香港版セガ・マスターシステム
- メガドライブ（1988）
  - SUPER GAMBOY→SUPER ALADDINBOY（1988） - 韓国版メガドライブ
  - Genesis（1989） - 北アメリカ版メガドライブ
  - メガドライブ2（1993）
  - Genesis（model2）（1993）
  - メガジェット（1994）
  - Genesis 3（1997）
- ワンダーメガ（1993）
  - X'EYE（ビクター）（1993） - 北アメリカ版ワンダーメガ
  - マルチメガ（1994）
  - Genesis CDX（1994） - 北アメリカ版マルチメガ
- セガサターン（1994）
  - セガサターン 白モデル（1996）
  - スケルトンセガサターン（1998）
  - Vサターン（ビクター）（1994）
  - HIサターン（日立）（1995）
- ドリームキャスト（1998） - R7モデルやサクラ大戦仕様などの限定デザインの本体が数種類あり

#### 日本電気ホームエレクトロニクス（NEC-HE）発売のゲーム機
- PCエンジン（1987）
  - PCエンジンシャトル（1989）

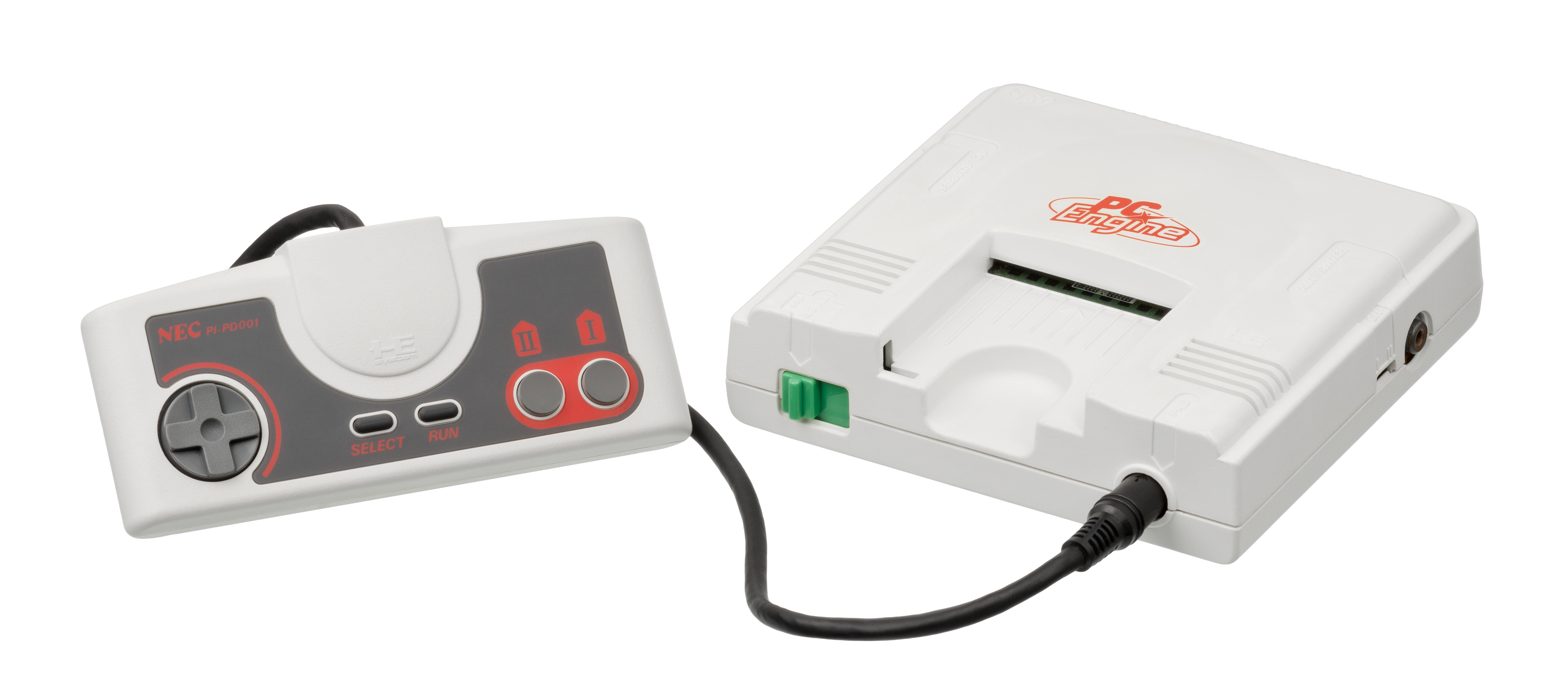
PCエンジン

  - TurboGrafx-16（1989） - 北アメリカ版PCエンジン
  - Zemmix PC Shuttle（1990）- 韓国版PCエンジン
  - PCエンジンコアグラフィックス（1989）
  - PCエンジンコアグラフィックスII（1991）
  - PCエンジンLT（1991）
- PCエンジンスーパーグラフィックス（1989）
- PCエンジンDuo（1991）
  - Zemmix Turbo（1991）- 韓国版PCエンジンDuo
  - Turbo Duo（1992） - 北アメリカ版PCエンジンDuo
  - PCエンジンDuo-R（1993）
  - PCエンジンDuo-RX（1994）
- PC-FX（1994）

#### エポック社発売のゲーム機

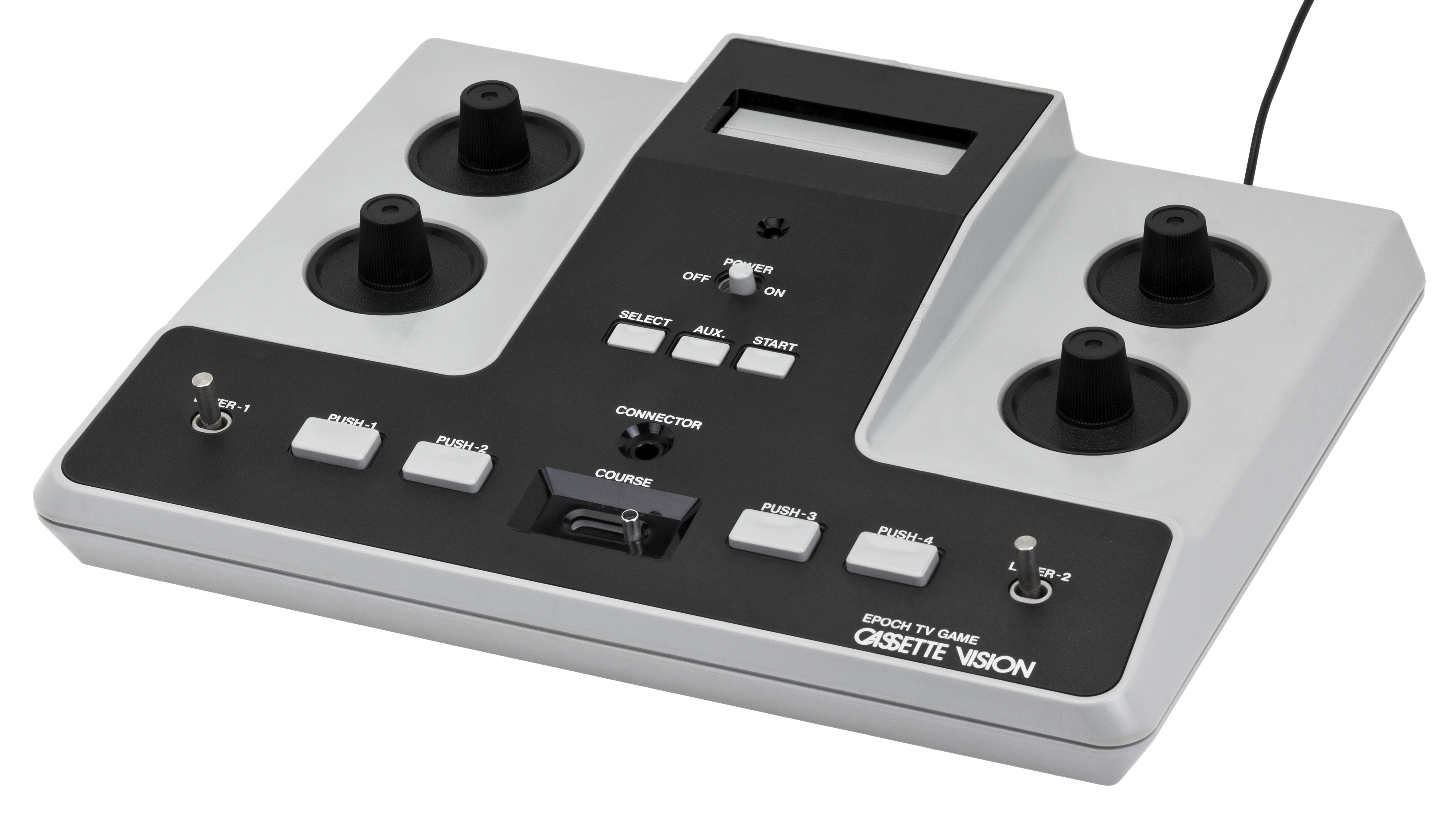
カセットビジョン（エポック社）

- テレビテニス（1975） - 国産初のテレビゲーム機
- システム10（1978）
  - システム10-M2（1978）
- テレビ野球ゲーム（1979） - 後にカセットビジョンのカートリッジとして発売
- テレビブロック（1979）
  - テレビブロックMB（1979）
- カセットTVゲーム（1979）
- テレビベーダー（1980） - 後にカセットビジョンのカートリッジとして発売
- カセットビジョン（1981）
  - カセットビジョンJr.（1983）
- スーパーカセットビジョン（1984） - 女の子向けの「レディースセット」というバージョンも発売

#### SNK発売のゲーム機

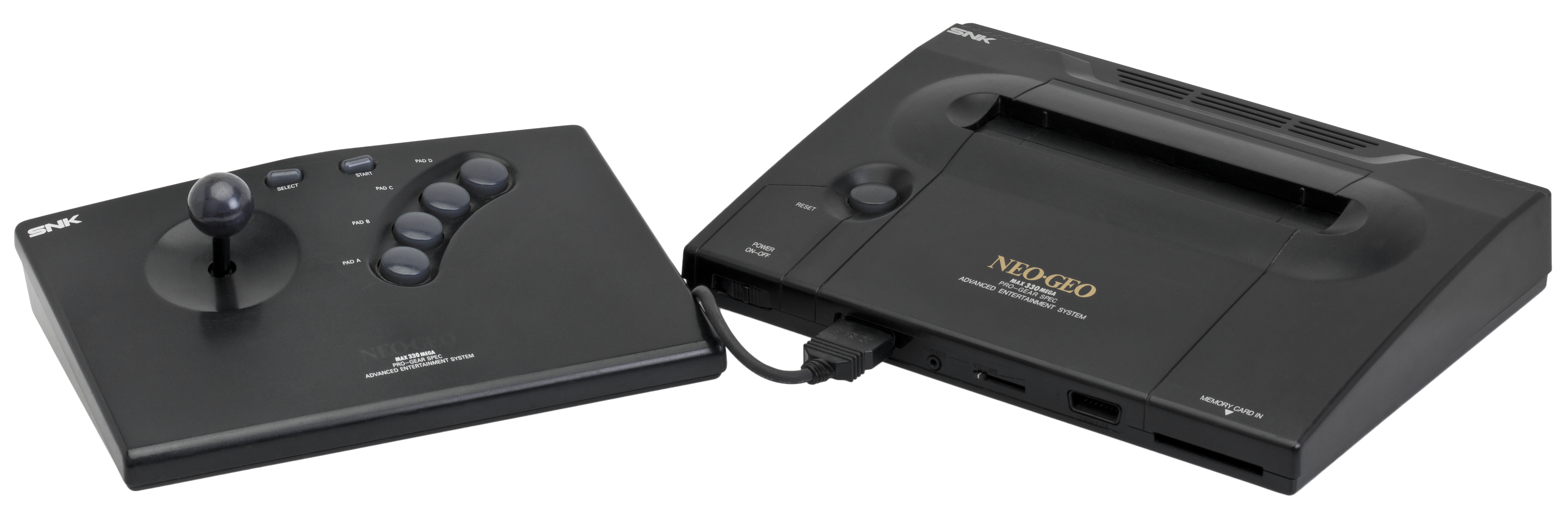
家庭用ネオジオ

- ネオジオ（NEOGEO）（1990） - SNK（旧社）が倒産した2001年から2004年まではプレイモア→SNKプレイモアが販売
- ネオジオCD（1994）
  - ネオジオCDZ（1996）

#### バンダイ発売のゲーム機
- TV JACK 1000（1977）
  - TV JACK 1200（1977）
  - TV JACK 1500（1977）
  - TV JACK 2500（1977）
  - TV JACK 3000（1977）

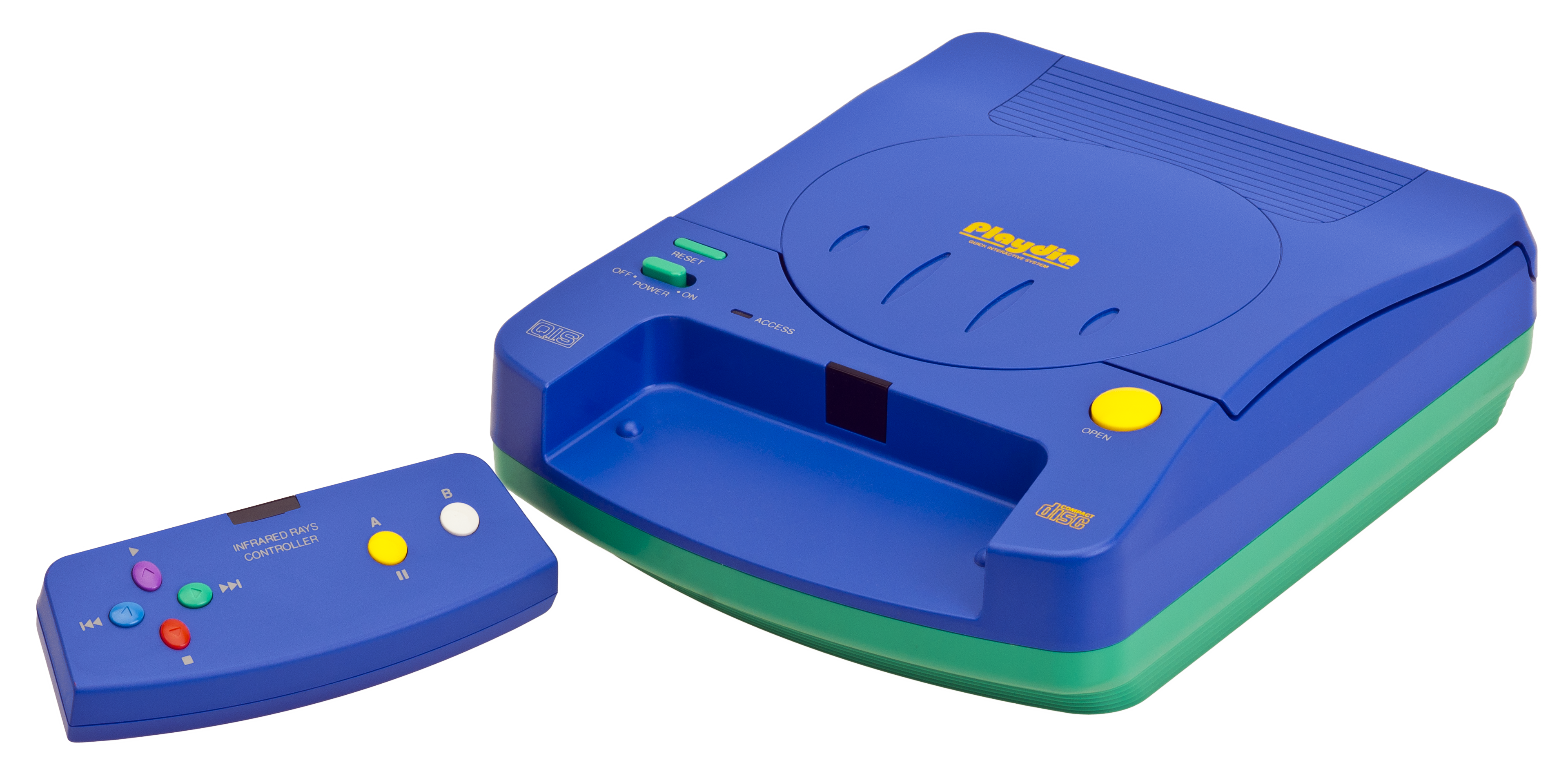
プレイディア（バンダイ）

  - TV JACK アドオン5000（1978）
  - TV JACK スーパービジョン8000（1978）
- インテレビジョン（1982） - アメリカのマテル社製。アメリカでは1980年発売
- アルカディア（1983）
- 光速船（1983）
- プレイディア（1994）
- ピピンアットマーク（1996）
- Let's!TVプレイCLASSIC（2006）

#### アタリ（Atari）発売のゲーム機
- ホームポン（1975）
  - スーパーポン（1976）
- Atari Blakeout（1977）
- Atari 2600（1977）
  - Atari 2800（1983）
  - Atari 2600jr（1984）
- Atari 5200（1982）
- Atari 7800（1984）

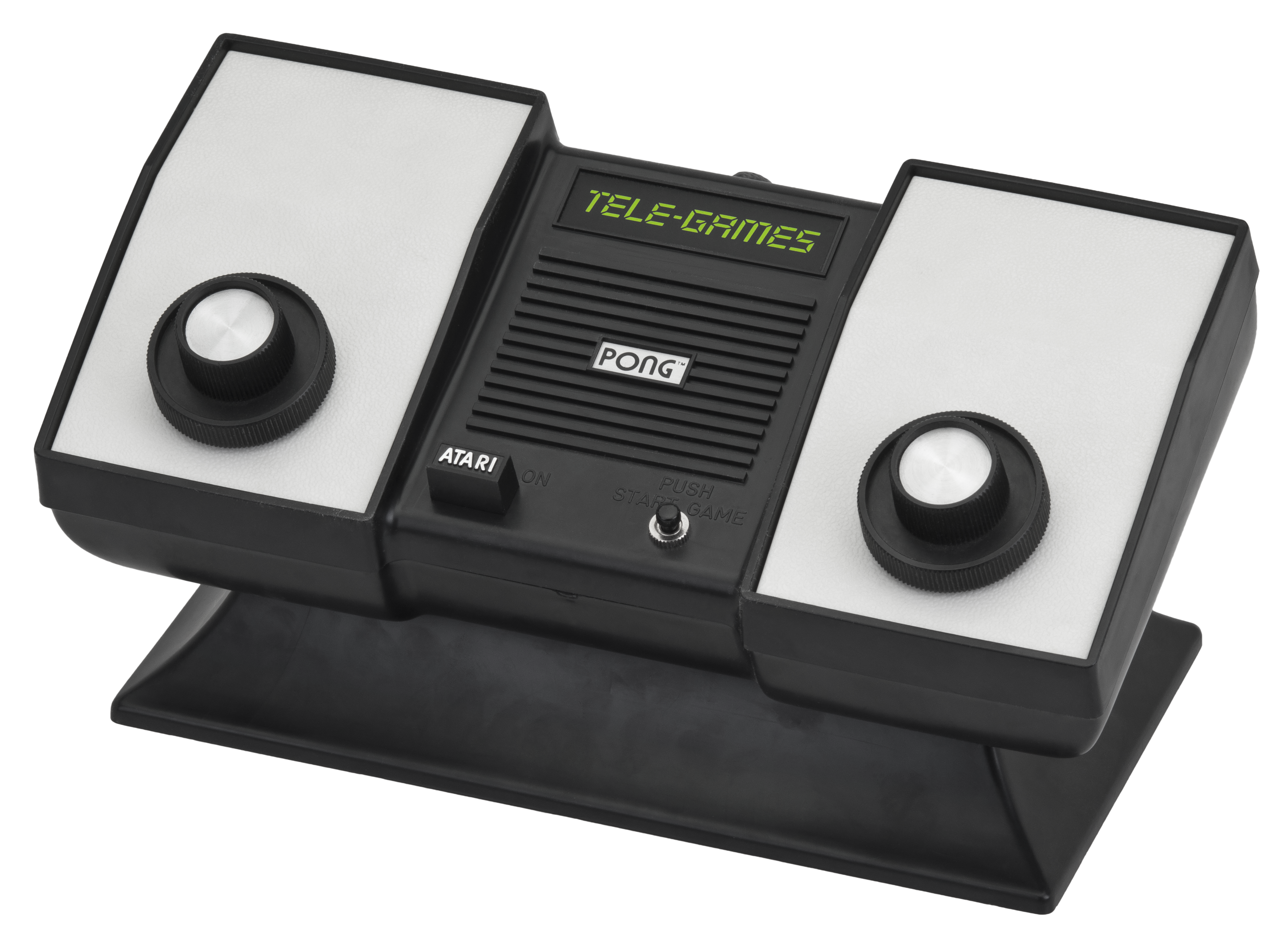
ホーム・ポン（アタリ）

- Atari XEgameSystem（1987）
- Atari Panther（※開発中止）
- Atari Mirai（※開発中止）
- Atari Jaguar（1993）
  - Atari Jaguar Duo（※開発中止）
- Atari VCS（2021）

#### CASIO発売のゲーム機
- PV-1000（1983）
- ルーピー（1995）

#### マグナボックス発売のゲーム機
- オデッセイ（1972）
  - オデッセイ100（1975）
  - オデッセイ200（1975）
  - オデッセイ300（1976）
  - オデッセイ400（1976）
  - オデッセイ500（1976）

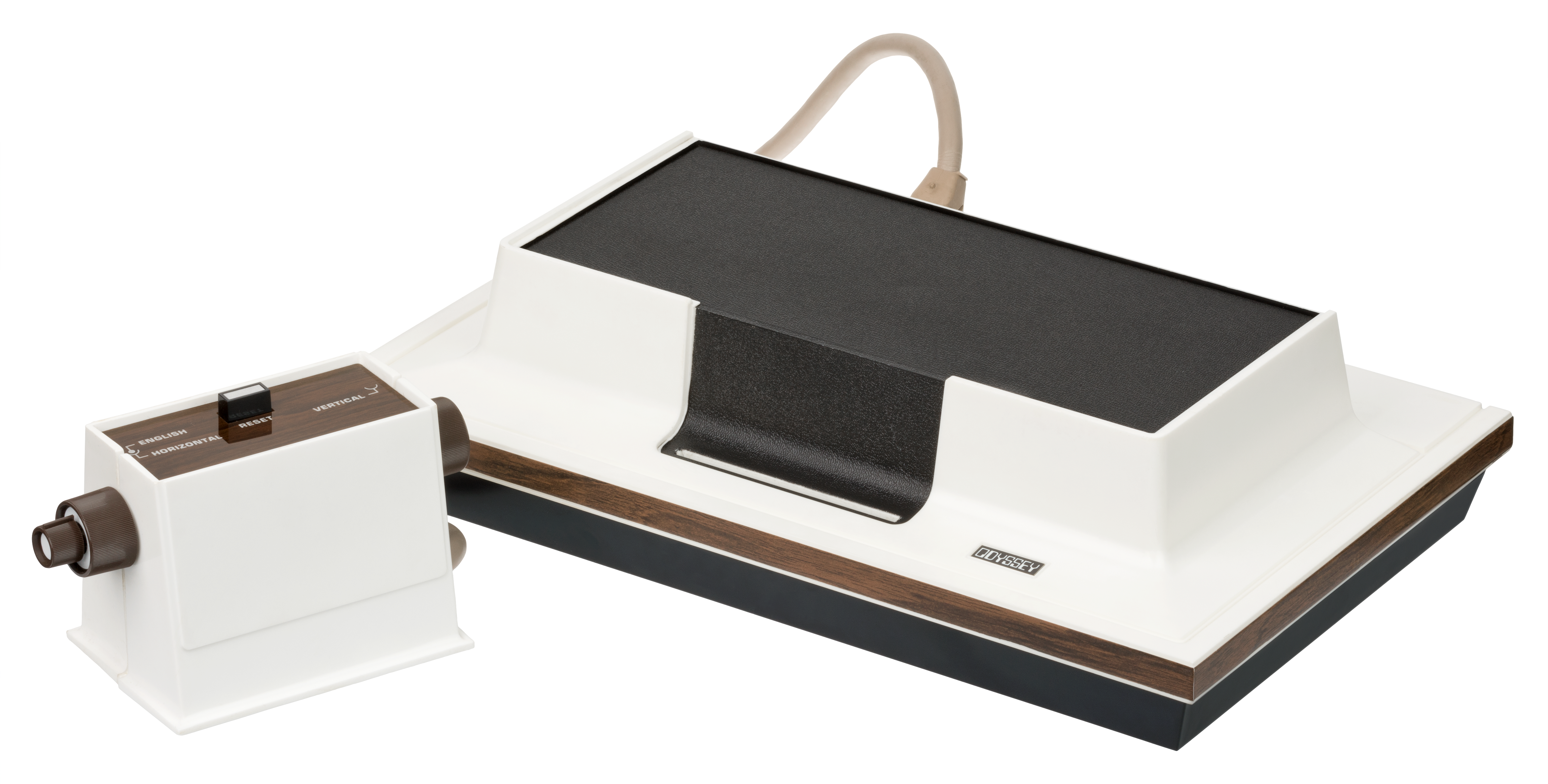
オデッセイ

  - オデッセイ4305（1976/1977）
  - オデッセイ2000（1977）
  - オデッセイ3000（1977）
  - オデッセイ4000（1977）
  - オデッセイ5000（※開発中止）
- オデッセイ2（1978）

#### コレコ社発売のゲーム機
- コレコ・テルスター（1976）

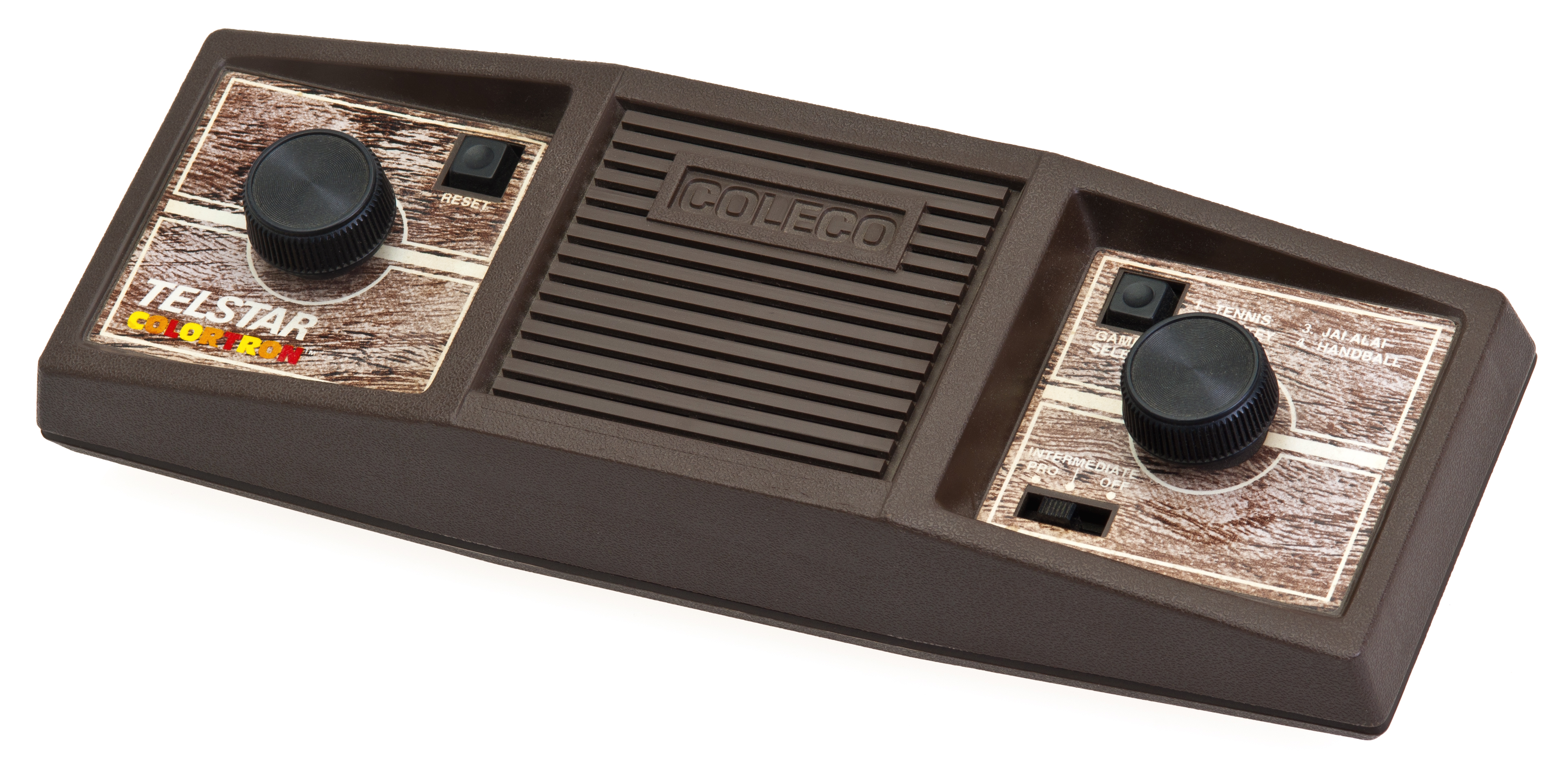
コレコ・テルスター

  - コレコ・テルスタークラシック（1976）
  - コレコ・テルスターデラックス（1977）
  - コレコ・テルスターアーケード（1977）
  - コレコ・テルスターコンバット（1977）
  - コレコ・テルスターアルファ（1977）
  - コレコ・テルスターカラーマティック（1977）
  - コレコ・テルスターレンジャー（1977）
  - コレコ・テルスターレジェント（1977）
  - コレコ・テルスタージェミニ（1977）
  - コレコ・テルスターギャラクシー（1977）
  - コレコ・テルスタースポーツマン（1978）
  - コレコ・テルスターカラートロン（1978）
  - コレコ・テルスターマークスマン（1978）
- コレコビジョン（1982）
- コレコジェミニ（1983）
- コレコ・アダム（1983）

#### その他のテレビゲーム機

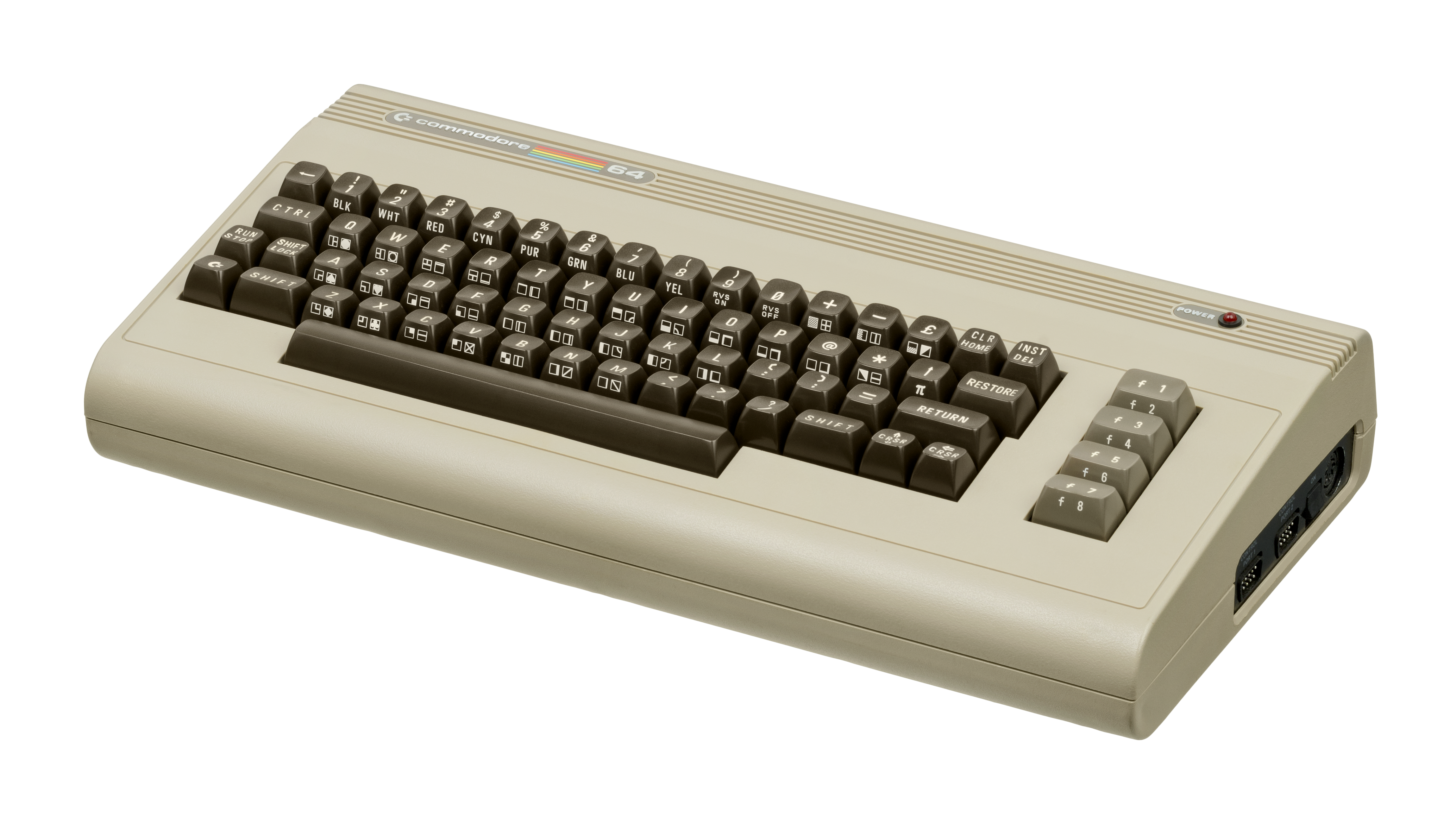
コモドール64（コモドール）

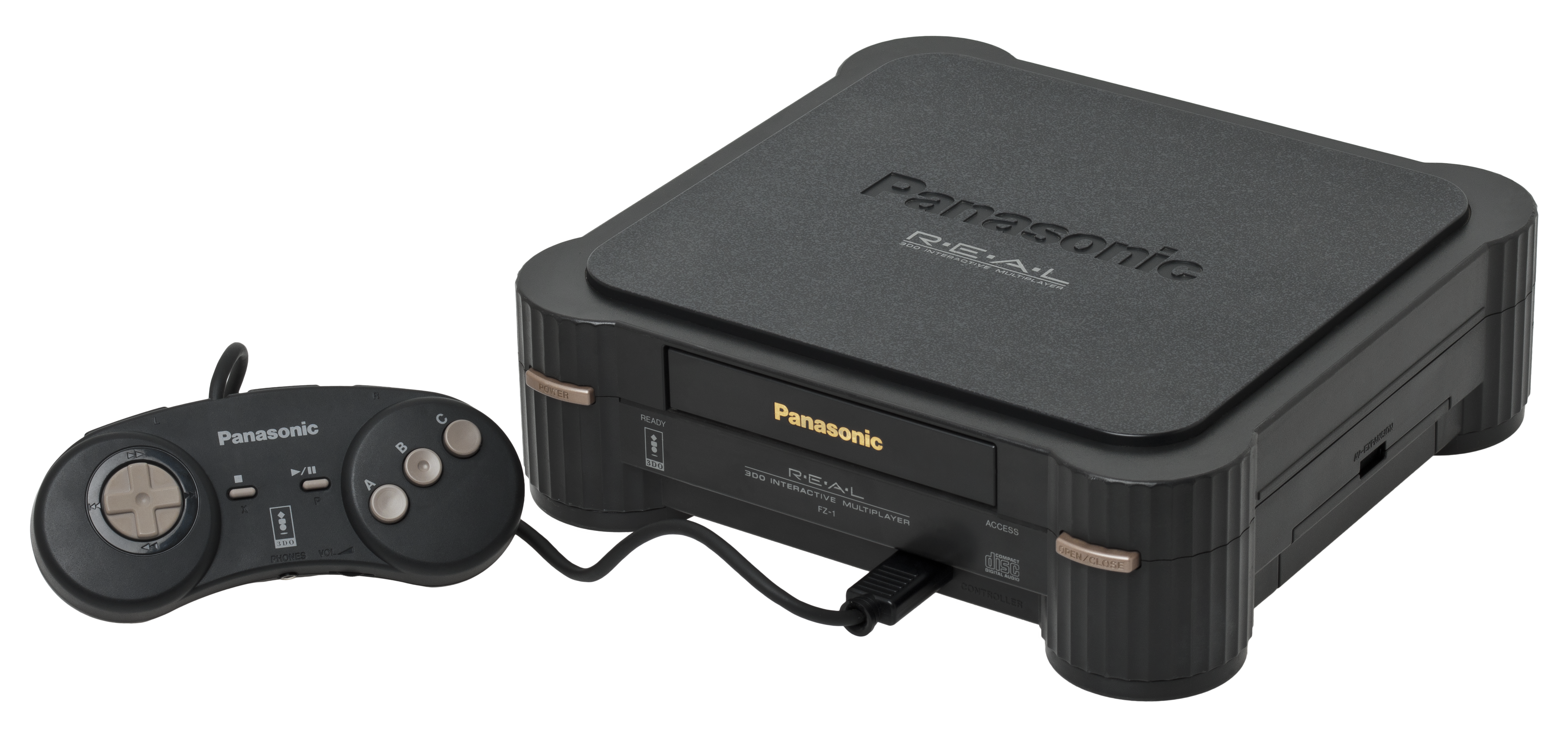
3DO REAL（Panasonic）

- チャンネルF（フェアチャイルドセミコンダクター）（1976） - 日本では1977年に発売
- ビデオカセッティ・ロック（タカトク）（1977）
- Action Max（Worldsofwonder）（1987）
- TV FUN（トミー工業）（1977）
- ベルコン（ツクダオリジナル）（1977）
- View-Master（IaealGroup）（1988）
- アルカディア2001（エマーソン）（1982）
- Dina2in1（BitCorporation）（1986）
- Bally Astrocade（Bally）（1978）
- Halcyon（RDI）（1985）
- APF-MP1000（APF）（1978）
- TV VIDEO GAME PACK SD-G5（パイオニア）（1983）
- オデッセイ2001（フィリップス）（1977）
- オデッセイ2100（フィリップス）（1978）
- コモドール64ゲームシステム（コモドール）（1990）
  - コモドールCDTV（コモドール）（1991）
- Video Information System（Tandy）（1992）
- RCA Studio II（RCA）（1977）
- ビデオチャレンジャー（タカラ）（1987）
- Zemmix（大宇電子）（1985）
- ビジコン（東京芝浦電気（後の東芝））（1978）
- VC 4000（インタートン）（1978）
- インテレビジョン（マテル）（1980） - 日本では1982年にバンダイから発売
- Vectrex（GCE）（1982）
- ZX Spectrum（シンクレア）（1982）
- オセロマルチビジョン（ツクダオリジナル）（1983） - FG-1000
  - オセロマルチビジョン FG-2000（ツクダオリジナル）（1984）
- マイビジョン（日本物産）（1983）
- GX4000（アムストラッド）（1990）
- TVボーイ（学習研究社）（1983）
- レーザーアクティブ（パイオニア）（1993）
- Amiga CD32（コモドール）（1993）
- CD-i（フィリップス）（1991）
  - CD-i 205（フィリップス）（1991）
  - CD-i 210（フィリップス）（1991）
  - CD-i 220（フィリップス）（1991）
  - CD-i 910（フィリップス）（1991）
  - CD-i 450（フィリップス）（1994）
  - CD-i 470（フィリップス）（1994）
  - CD-i 490（フィリップス）（1994）
  - CD-i 550（フィリップス）（1994）
- GD-i 750（金星電子）（1995）
  - GD-i 1000（金星電子）（1995）
- 3DO REAL（松下電器）（1994）
  - 3DO REAL II（松下電器）（1994）
  - 3DO TRY（三洋電機）（1994）
  - 3DO ALIVE（金星電子）（1994）
  - 3DO ALIVE2（金星電子）（1994）
  - 3DO M2（松下電器）（※開発中止）
  - SAMSUNG 3DO（サムスン電子）（※開発中止）
- Super A'Can（UMC）（1995）
- NUON（bm labs）（1990）
- ガチンコ勝負! パチンコTV（タカラ）（2002）
- Steam（Valve Corporation）（2003）
- XaviXPORT（XaviX）（2005）
- HyperScan（マテル社）（2006）
- Zeebo（Tectoy&Qualcomm）（2009）
- Tectoy Mega Drive 4（Tectoy）（2009）
- 3D体感游戏机（视睿电子科技）（2010）
- Onlive（Onlive）（2010）
- CT510（联合绿动科技）（2012）
- Co-Star（VIZIO）（2012）
- G-cluster（ブロードメディア）（2013）
- OUYA（OUYA, inc.）（2013）
- ST-3200（ぷらら）（2013）
- GameStick（PlayJam）（2013）
- Zemmix Neo（2013）
- GamePop（BlueStacks）（2013）
- M.O.J.O（Mad Catz）（2013）
- UNU/Vyper（Snake Byte）（2014）
- HUAWEI Tron mini game console（華為技術）（2014）
- G-cluster（ブロードメディア）（2013）
- Pandora TV Box（L.C. Smart）（2013）
- flarePlay（Flare Entertainment）（2013）
- Xtreamer Multi-Console（Unicorn Information Systems）（2014）
- FunBox（ZTE）（2014）
- T2（TCL集団）（2014）
- Fire TV（Amazon.com）（2014）
- Fire TV Stick（Amazon.com）（2014）
- Chromecast（Google）（2014）
- Android TV（Google）（2014）
- X18（迪优美特电子科技）（2014）
- TIMEBOX（腾目网络科技）（2014）
- Nexus Player（ASUS）（2014）
- G-BOX（金亚科技）（2014）
- 1UP（乐升世纪）（2014）
- 大酋长（小葱）（2015）
- 致酷游戏主机（致酷游弋科技）（2015）
- Razer Forge TV（Razer）（2015）
- Nvidia Shield TV（NVIDIA）（2015）
- 魔棒（集尚科技）（2015）
- OBox（蜗牛数字）（2015）
- Playdroid TV（Lexibook）（2015）
- 魔蛋娱乐主机（魔蛋科技）（2015）
- Flare Play 2.0（Flare Entertainment）（2015）
- 飞智游戏盒子（飞智电子科技）（2015）
- 乐檬miniStation（レノボ&テンセント）（2015）
- GS Gamekit（GS Group）（2016）
- 战斧F1（斧子科技）（2016）
- 创维miniStation（创维&テンセント）（2016）
- GEM Box（EMTEC）（2016）
- TIM BOX（Gruppo TIM）（2017）
- KORA（Atlantis Land）（2017）
- 凤凰1号（超卓科技）（2018）
- OOParts（Black Inc.）（2020）
- 咪咕快游娱乐终端（思珹科技）（2020）
- GeForce Now（NVIDIA）（2020）
- Amazon Luna（Amazon）（2020）
- Facebook Gaming（Facebook）（2020）
- Plex Arcade（Plex）（2021）
- Evo Fox Game Box（Amkette）（2021）
- 极光盒子3Pro云游戏版（テンセント）（2021）
- ZONE（Ultimate Products）（2007）
  - ZONE 40（Ultimate Products）（2007）
  - ZONE mini（Ultimate Products）（2007）
  - ZONE Interactive（Ultimate Products）（2008）
  - ZONE 60（Ultimate Products）（2008）
  - ZONE 100（Ultimate Products）（2009）
  - ZONE motion（Ultimate Products）（2009）
  - SEGA ZONE（AtGames）（※未発売）
  - Reactor（AtGames）（2010）
  - SEGA Mega Drive Reactor（AtGames）（2010）
- Piston（Xi3）（2013）
- Apple TV（Apple）（2016）
- Apple Arcade（Apple）（2019）
- Google Stadia（Google）（2019）

### 携帯型ゲーム機

#### 任天堂発売のゲーム機（携帯型）
- ゲーム&ウオッチ（1980）
- ゲームボーイ（1989）
  - ゲームボーイブロス（1994）
  - ゲームボーイポケット（1996）
  - ゲームボーイライト（1998）
  - ゲームボーイカラー（1998）
- ゲームボーイアドバンス（2001）
  - ゲームボーイアドバンスSP（2003）
  - ゲームボーイミクロ（2005）
- ニンテンドーDS（2004）
  - ニンテンドーDS Lite（2006）
  - ニンテンドーDSi（2008）
  - ニンテンドーDSi LL（2009）
- ニンテンドー3DS（2011）
  - ニンテンドー3DS LL（2012）

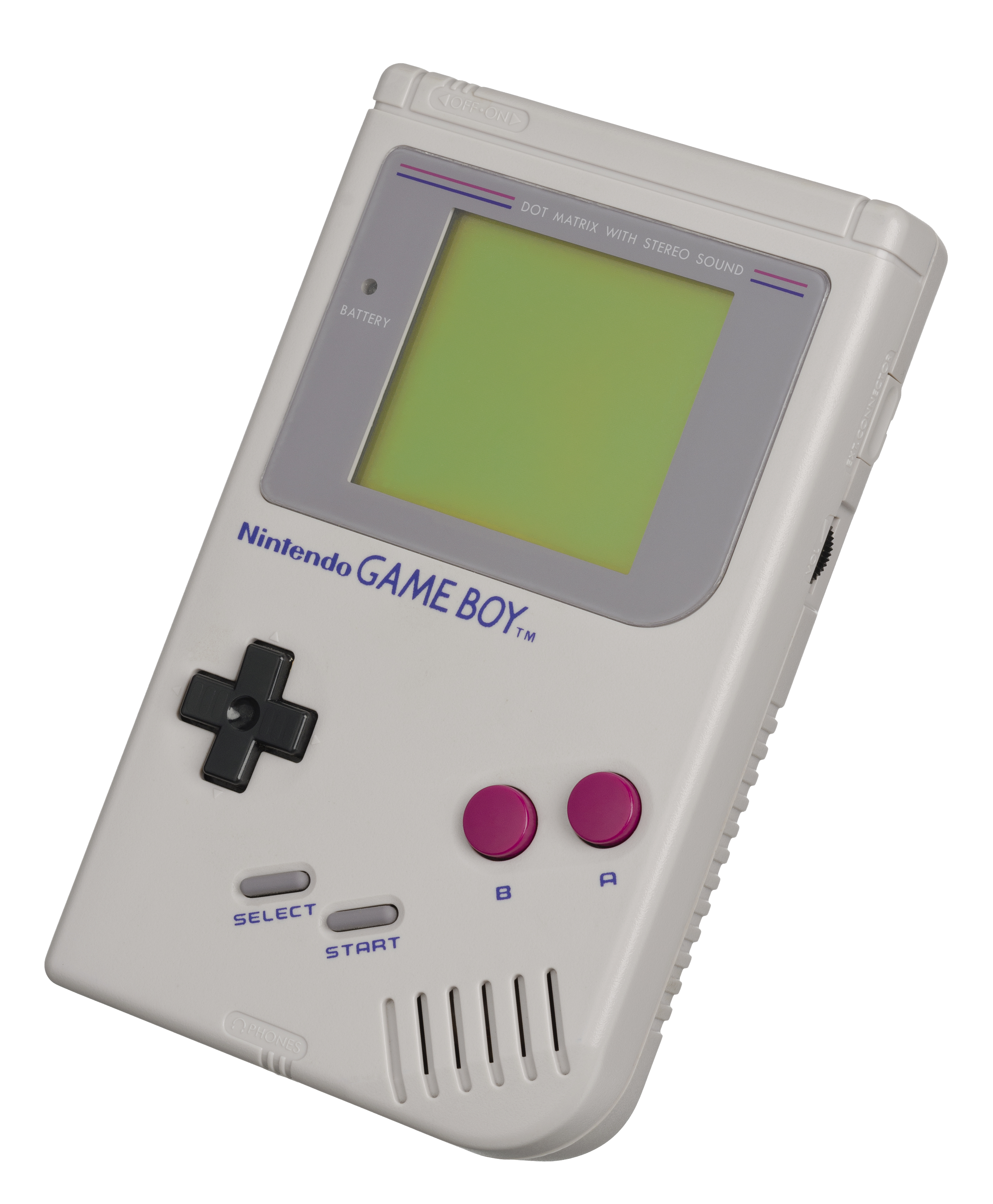
任天堂の初代ゲームボーイ（1989年）

  - ニンテンドー2DS（海外・2013、日本・2016）
  - Newニンテンドー3DS（2014）
  - Newニンテンドー3DS LL（2014）
  - Newニンテンドー2DS LL（2017）
- Nintendo Switch Lite（2019）

ハイブリッド型ゲーム機
- バーチャルボーイ（1995）
- Nintendo Switch（2017）
  - Nintendo Switch（有機ELモデル）（2021）
- Nintendo Switch 2（2025）

#### ソニー・コンピュータエンタテインメント発売の携帯ゲーム機

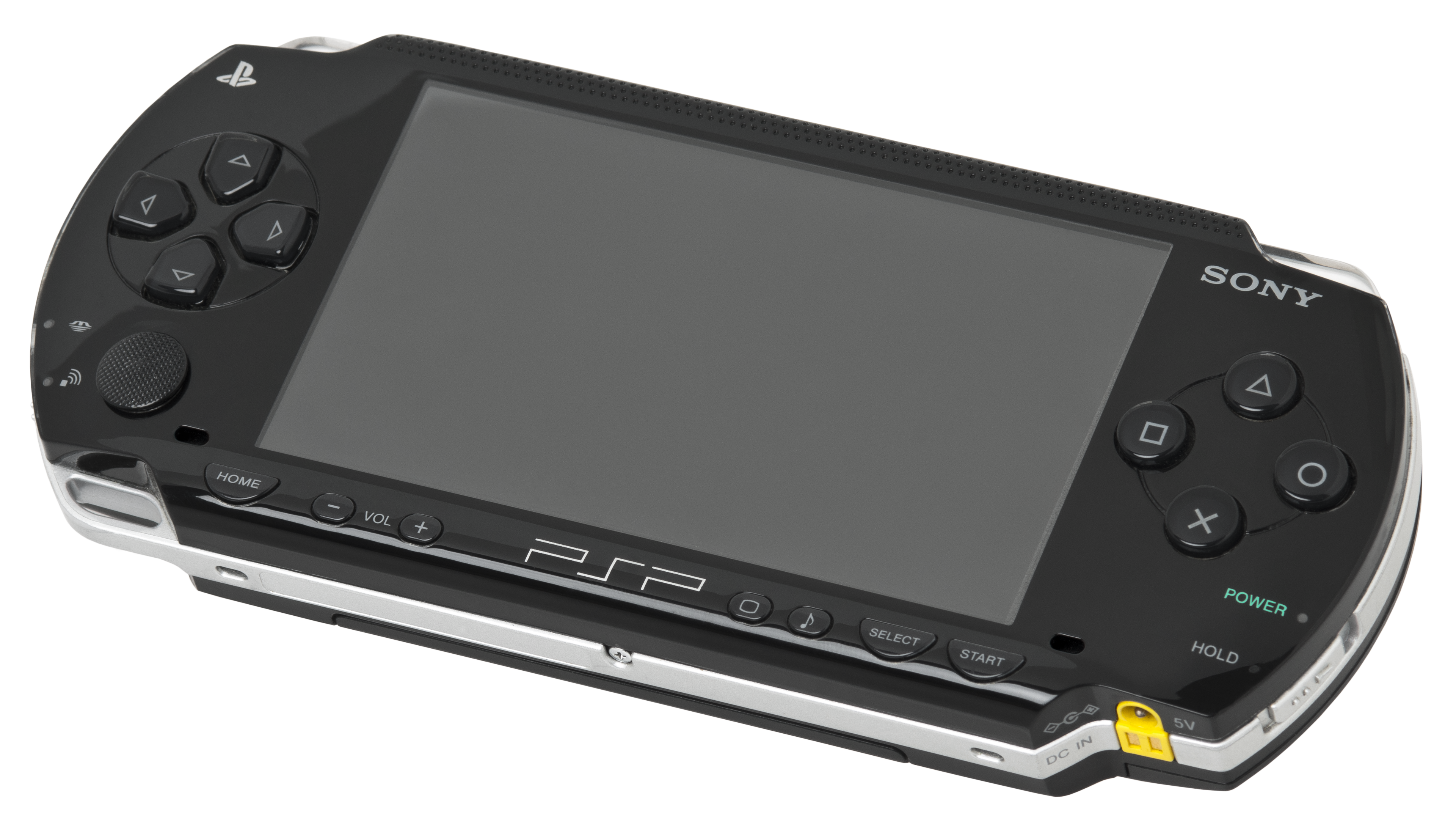
PlayStation Portable

- PlayStation Portable（2004）
  - PlayStation Portable-2000（2006）
  - PlayStation Portable-3000（2008）
  - PlayStation Portable go（2009）
  - PlayStation Portable-E1000（2011）
- PlayStation Vita（2011）
  - PlayStation Vita-PCH2000（2013）

#### バンダイ発売のゲーム機（携帯型）
- ワンダースワン（1999）
  - ワンダースワンカラー（2000）
  - スワンクリスタル（2002）

#### セガ発売のゲーム機（携帯型）

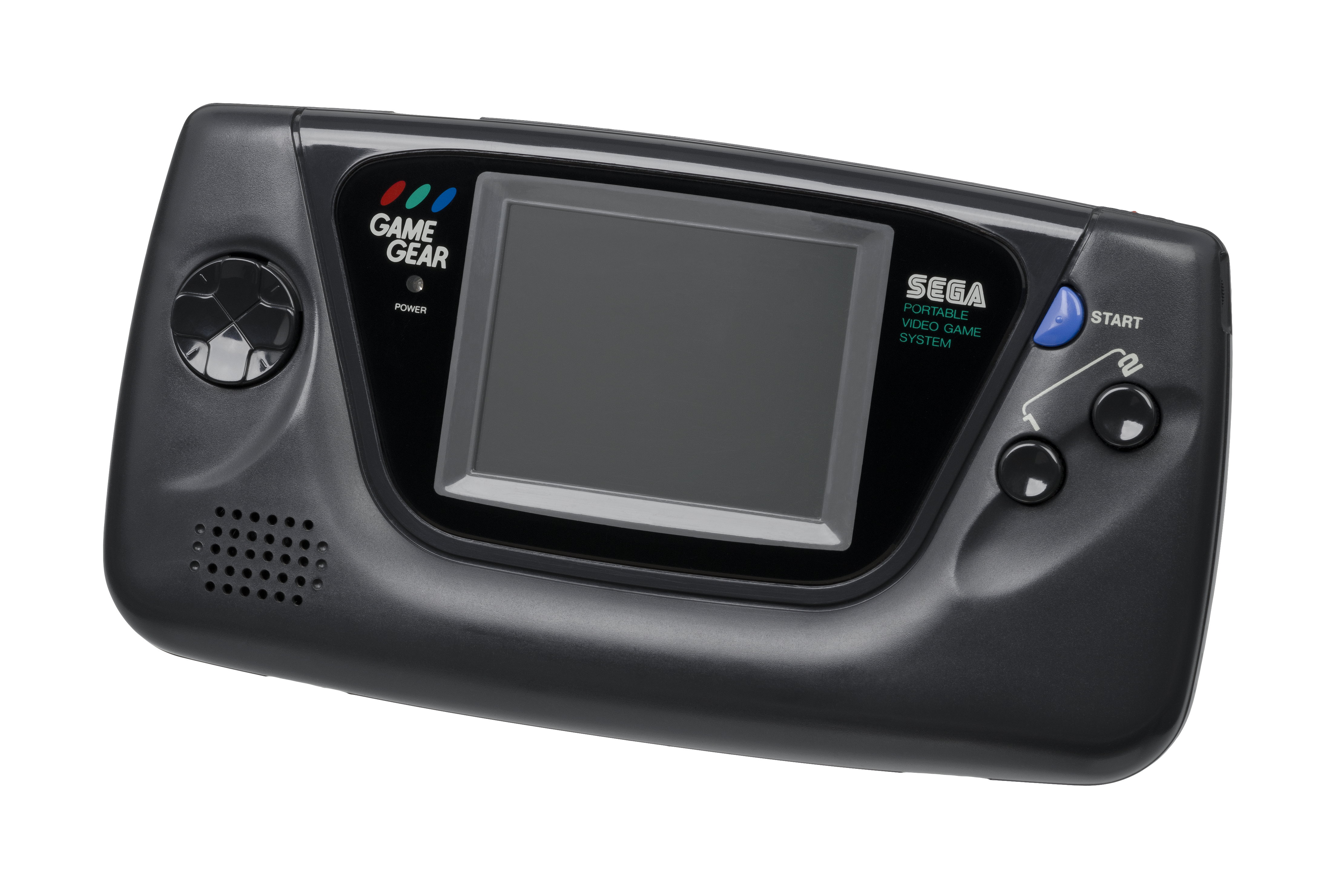
ゲームギア

- ゲームギア（1990）
  - キッズギア（1996）
- ノーマッド（1995）

#### 日本電気ホームエレクトロニクス発売のゲーム機（携帯型）
- PCエンジンGT（1990）
  - Turbo Express（1990） - 北アメリカ版PCエンジンGT

#### エポック社発売のゲーム機（携帯型）
- ゲームポケコン（1985）
- バーコードバトラー（1991）

#### SNK発売のゲーム機（携帯型）
いずれも旧社。
- ネオジオポケット（1998）
  - ネオジオポケットカラー（1999） - 阪神タイガースモデルもあり
  - NEWネオジオポケットカラー（1999）
- NEOGEO X（2012）

#### アタリ（Atari）発売のゲーム機
- Atari Lynx（1989）
  - Atari Lynx II（1991）

#### その他の携帯型ゲーム機のゲーム機

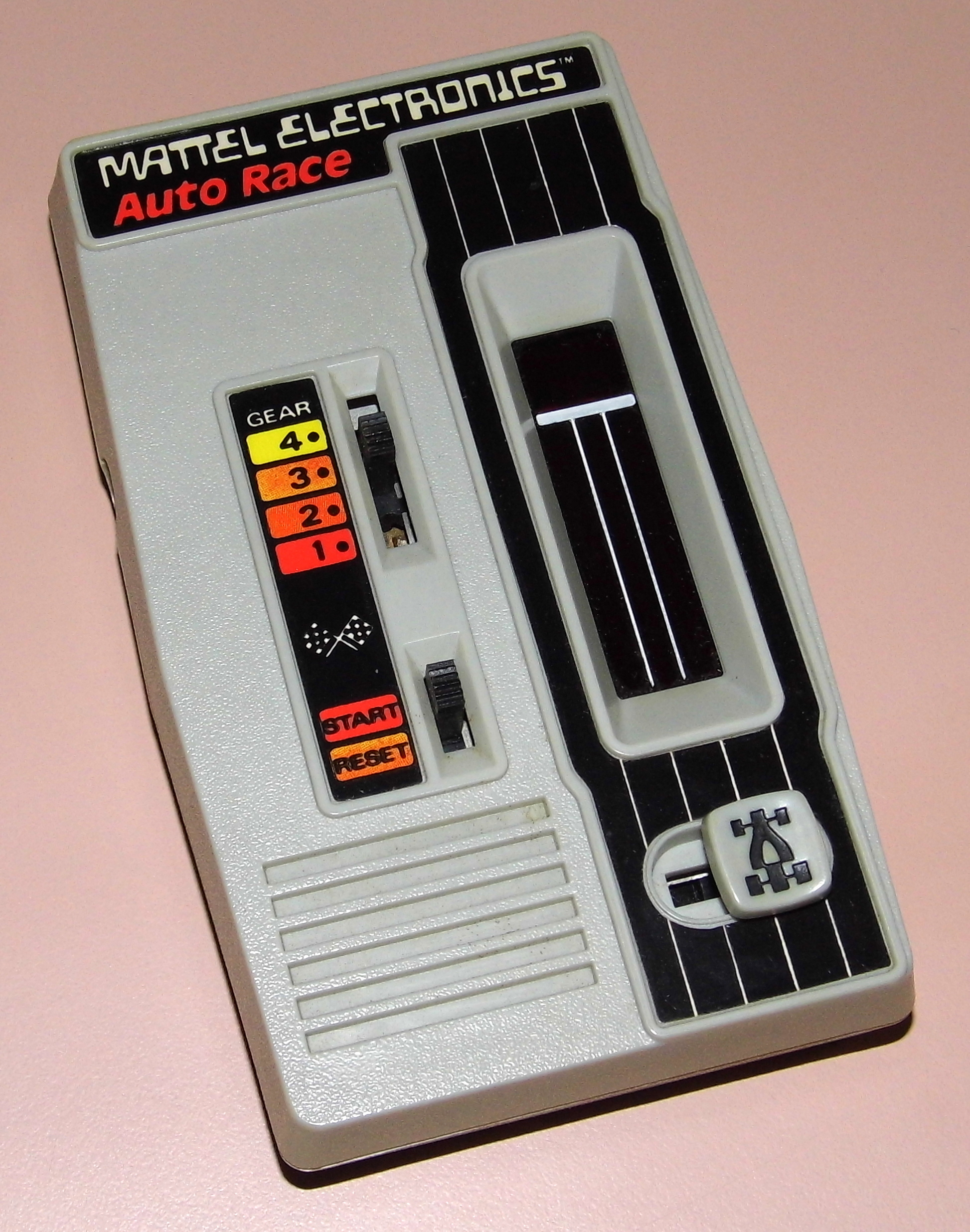
Mattel Auto Race

- Mattel Auto Race（マテル）（1976）
  - Mattel football（マテル）（1977）
- Merlin（パーカー・ブラザーズ）（1978） - 日本では「ドクタースミス」として販売
- Microvision（Milton Bradley Company）（1979） - 世界初のカートリッジ交換式携帯ゲーム機
- アドベンチャービジョン（ENTEX）（1982）
- game.com（タイガー）（1997）
- Watara Supervision（Watara）（1992）
- Fusion（Ultimate Products）（2007）
- CD-i 310（フィリップス）（1991）
  - CD-i 350（フィリップス）（1991）
  - CD-i 360（フィリップス）（1991）
  - CD-i 370（フィリップス）（1991）
- GD-i 1100（金星電子）（1995）
  - GD-i 1200（金星電子）（1995）
- PIECE（アクアプラス）（2001）
- N-Gage（ノキア）（2003）
  - N-Gage QD（ノキア）（2004）
- GP32（GamePark）（2001）
- GP2X（GamePark Holdings）（2005）
- GP2X Wiz（GamePark Holdings）（2009）
- Gizmondo（タイガー・テレマティクス）（2005）
- Zodiac（Tapwave）（2003）
- Dingoo A320（Dingoo）（2009）
- Pandora（OpenPandora）（2010）
- Gamate（UMC、Bit Corporation）（1990）
- The Jungle（Panasonic）（※開発中止）
- Archos GamePad（Archos）（2012）
- Wikipad（Wikipad）（2013）
- Arduboy（Arduboy）（2016）
  - Arduboy FX（Arduboy）（2022）
- NVIDIA SHIELD Tablet（NVIDIA）（2014）
- NVIDIA SHIELD Portable（NVIDIA）（2013）
- Playdate（Panic Inc.）（2022）
- Steam Deck（Valve）（2022）

### 電子ゲーム機
- ゲーム&ウオッチ（任天堂）
- ポケットピカチュウ（任天堂）
  - ポケットピカチュウカラー（任天堂）
  - ポケットハローキティ（任天堂）
  - ポケモンミニ（任天堂）
  - ポケットサクラ（メディアファクトリー）
- たまごっち（バンダイ）
- デジタルモンスター（バンダイ）
- ヨーカイザー（バンダイ）
- てくてくエンジェル（ハドソン）
- テトリン55（ゲームテック）

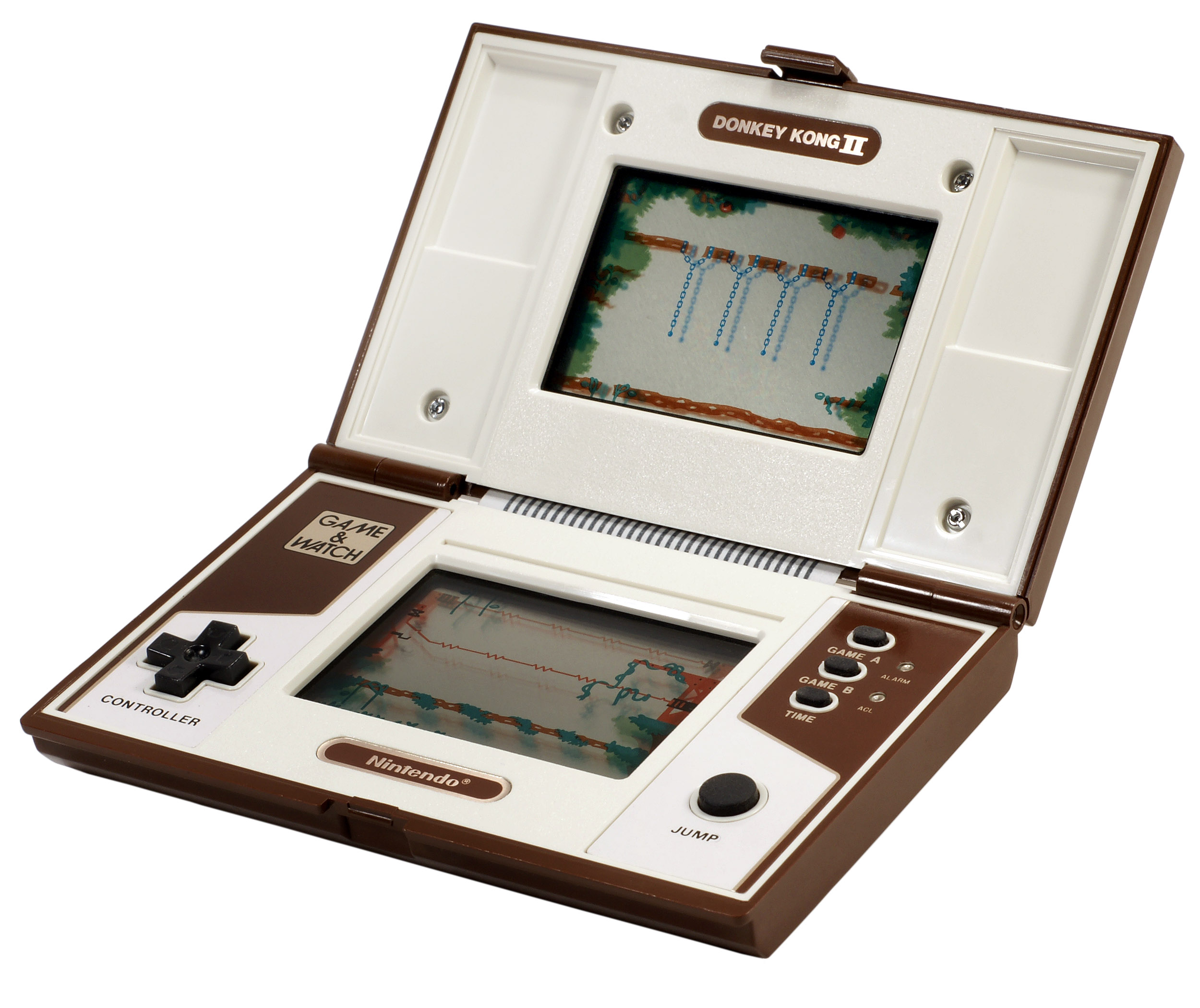
任天堂 ゲーム&ウオッチ「ドンキーコングⅡ」

- ポケットドリームコンソール（タカラトミー）
- ミニテトリス（キーチェーンゲーム）
  - テトリスもどき（キーチェーンゲーム）
- ゲームロボット九（タカトクトイス）
  - ゲームロボット5（タカトクトイス）
  - ゲームロボット21（ハナヤマ）
  - ゲームロボット50（ハナヤマ）
  - ゲームロボット25（ハナヤマ）
  - ゲームロボットai（ハナヤマ）
- とびだせきゅーびっつ（タカラトミー）
- パックマン（トミー）
  - パックリモンスター（バンダイ・FLシリーズ）
  - パックモンスター（学研）
  - スーパーパックモンスター（学研）
  - FL パックマン（コレコ）
  - ハングリーパック（エンテックス・コーポレーション）
  - ハングリーパックIII（アサヒ玩具・HANZAWA）
  - パクパクマン・パクパクマンII（エポック社・ポケットデジコム）
- ポータブルLCDゲーム（大創産業）
  - テクトロン（Tectron）（バンダイ）
  - LCD SOLARPOWER（バンダイ）
  - Tomytronic 3D（トミー）
- 王選手のコンピューターベースボール（ツクダオリジナル）
- エレクトリックコンピューターオセロ（ツクダオリジナル）
- コンピューターオセロ（ツクダオリジナル）
  - コンピューターオセロ M-2（ツクダオリジナル）
  - コンピューターオセロ M-2 SUPER（ツクダオリジナル）
  - コンピューターオセロ メロディー付き（ツクダオリジナル）
  - コンピューターオセロ tiny（ツクダオリジナル）
  - コンピューターオセロ AYAKO SELECTION（ツクダオリジナル）
  - コンピューターオセロ G-5（ツクダオリジナル）
- タッチパネルオセロ（ツクダオリジナル）
- マイクロコンピューターオセロ（ツクダオリジナル）
- ポケットコンピューターオセロ（ツクダオリジナル）
- LCDカジノゲームシリーズ ポーカー（ツクダオリジナル）
- ルーレット（ツクダオリジナル）
- ブラックジャック（ツクダオリジナル）
- スロットゲーム（ツクダオリジナル）
- スロットエレパチ（ツクダオリジナル）
- エレクトリック・ザ・ドラキュラ（ツクダオリジナル）
- エレクトリック・グレートエスケープ大脱走（ツクダオリジナル）
- LCD スターウォーズ（ツクダオリジナル）
- カリブの海賊（ツクダオリジナル）
- ラブリーコアラ（ツクダオリジナル）

### 拡張型ゲーム機 / 周辺機器
単体では使用できず、上記テレビゲーム機等の機能拡張に用いられる。

#### 任天堂発売のゲーム機（拡張型 / 周辺）
- 光線銃シリーズ（ファミリーコンピュータ）

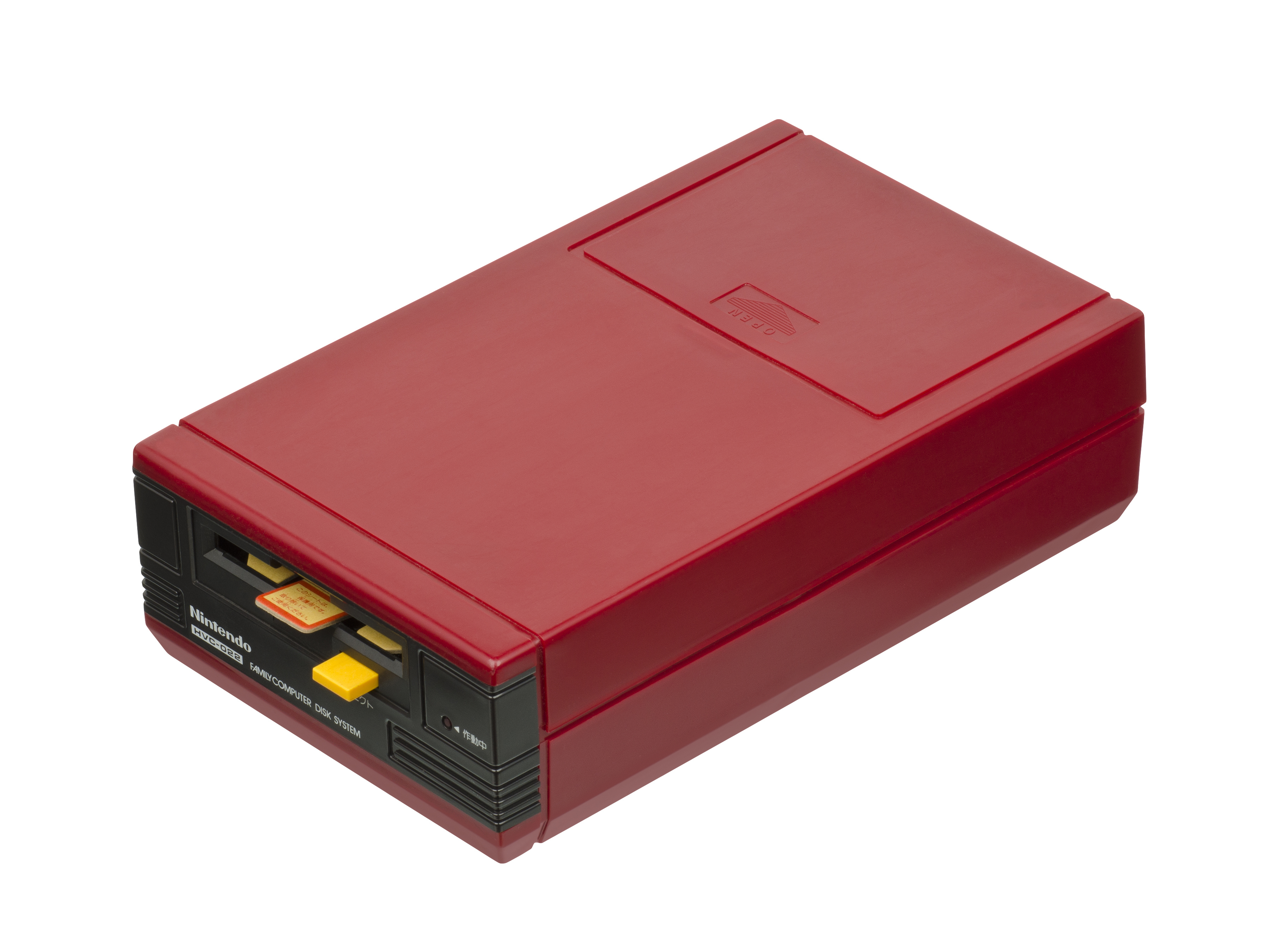
ファミリーコンピュータ ディスクシステム

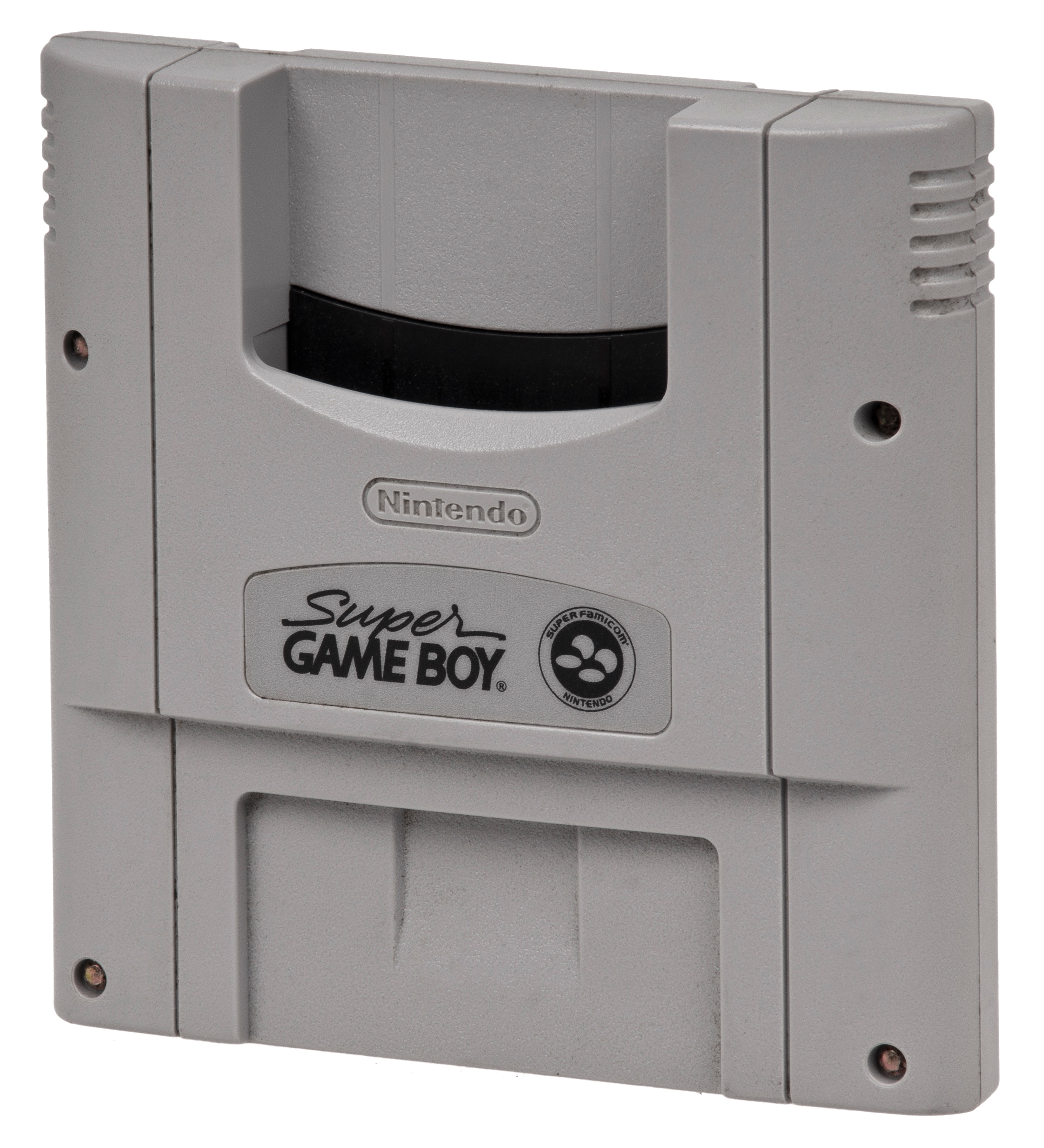
スーパーゲームボーイ

- ファミリーベーシック（ファミリーコンピュータ）
- ファミリーコンピュータ 3Dシステム（ファミリーコンピュータ）
- ファミリーコンピュータ ディスクシステム（ファミリーコンピュータ）
- ファミリーコンピュータ ネットワークシステム（ファミリーコンピュータ）
- ファミリーコンピュータ ロボット（ファミリーコンピュータ）
  - ファミリーコンピュータ ロボット ブロックセット（ファミリーコンピュータ）
  - ファミリーコンピュータ ロボット ジャイロセット（ファミリーコンピュータ）
- ファミリーキング（ファミリーコンピュータ）
- ファミリートレーナー（ファミリーコンピュータ）
- PlayStation（スーパーファミコン）（※開発中止）
- スーファミターボ（スーパーファミコン）
- スーパースコープ（スーパーファミコン）
- スーパーファミコンマウス（スーパーファミコン）
- スーパーゲームボーイ（スーパーファミコン）
  - スーパーゲームボーイ2（スーパーファミコン）
- サテラビュー（スーパーファミコン）
- 64DD（NINTENDO64）
- NINTENDO64振動パック（NINTENDO64）
- NINTENDO64メモリー拡張パック（NINTENDO64）
- ゲームボーイプレーヤー（ニンテンドーゲームキューブ）
- Wiiスピーク（Wii）
- Wii Fit（Wii）
- Wiiモーションプラス（Wii）
- Wiiハンドル（Wii）
- Wii Uマイク（Wii U）
- amiibo（Wii U、3DS、Nintendo Switch）
- Nintendo Labo（Nintendo Switch）
- リングフィット アドベンチャー（Nintendo Switch）
- ニンテンドーUSBマイク（Nintendo Switch）
  - ニンテンドーUSBワイヤレスマイク（Nintendo Switch）

#### 日本電気ホームエレクトロニクス発売のゲーム機（拡張型 / 周辺）
- CD-ROM2（PCエンジン）
  - TurboGrafx-16 CD（TurboGrafx-16）
- SUPER CD-ROM2（PCエンジン）
- アーケードカード（PCエンジン）
- 天の声2（PCエンジン）
- バックアップブースター（PCエンジン）
- バックアップブースターII（PCエンジン）
- 天の声BANK（PCエンジン）
- メモリーベース128（PCエンジン）

#### セガ発売のゲーム機（拡張型 / 周辺）
- Menacar（Genesis）
- スーパー32X（メガドライブ）
  - SEGA32X（Genesis）
- ロックオンカートリッジ（メガドライブ）
- メガアンサー（メガドライブ）
- メガモデム（メガドライブ）
- メガCD（メガドライブ）
  - メガCD2（メガドライブ2）
  - SEGACD（Genesis）
  - SEGACD（Model2）（Genesis Model2）
- メガターミナル（メガドライブ）
- メガアダプタ（メガドライブ）
  - Power Base Converter（Genesis）
- メガCDカラオケ（メガドライブ）
- セガタップ（メガドライブ）
- マルチターミナル6（セガサターン）
- サターンモデム（セガサターン）
- ビジュアルメモリ（ドリームキャスト）
  - ぷるぷるパック（ドリームキャスト）

#### ソニー・コンピュータエンタテインメント発売のゲーム機（拡張型 / 周辺）
- PocketStation（PlayStation）
- DUALSHOCK（PlayStation、PlayStation 2、PlayStation 3、PlayStation 4、PlayStation 5）
- PlayStation BB Unit（PlayStation 2）
- Eyetoy（PlayStation 2）
- nasne（PlayStation 3、PlayStation 4、PlayStation Vita）
- PlayStation Eye（PlayStation 3）
- torne（PlayStation 3）
- PlayStation Move（PlayStation 3、PlayStation 4）
- PlayStation Camera（PlayStation 4）
- PlayStation VR（PlayStation 4）
  - PlayStation VR2（PlayStation 5）
- PlayStation Portal リモートプレーヤー（PlayStation 5）

#### マイクロソフト発売のゲーム機（拡張型 / 周辺）
- Kinect（Xbox 360、Xbox One）

#### アタリ（Atari）発売のゲーム機（拡張型 / 周辺）
- Atari Jaguar CD（Atari Jaguar）
- Atari Jaguar VR（Atari Jaguar）（※開発中止）

#### コレコ社発売のゲーム機（拡張型 / 周辺）
- 拡張モジュール#1（コレコビジョン）
- 拡張モジュール#2（コレコビジョン）
- 拡張モジュール#3（コレコビジョン）

#### パイオニア発売のゲーム機（拡張型 / 周辺）
- PAC-N1（レーザーアクティブ）（LD-ROM2用パック）
- PAC-S1（レーザーアクティブ）（MEGA-LD用パック）

### マルチメディア機 / 複合機等
ゲームパソコンなど。
- ぴゅう太（トミー）
  - ぴゅう太jr（トミー） - 他のぴゅう太シリーズと異なりパソコン機能を持たないゲーム専用機
  - ぴゅう太mk-ll（トミー）
  - ぴゅう太くん（トミー） - メダルゲーム
- コモドール64（コモドール）（1982）
- マックスマシーン（コモドール）（1982）
- m5（ソード）
  - m5 Pro（ソード）
  - m5 Jr.（ソード）
  - ゲームパソコン（タカラ）
  - ゲームパソコンM5（タカラ）
- MSX（Microsoft）
- バーコードバトラー（エポック社）
- ファミコンテレビC1（シャープ）
- 編集ファミコン（シャープ）
- SF-1（シャープ）
- RX-78 GUNDAM（バンダイ）
- PV-2000（カシオ計算機）
- SC-3000（セガ）
  - SC-3000H（セガ）
- テラドライブ（セガ）
- FM TOWNS マーティー（富士通）
- CX-1（フジテレビ）
- PSX（ソニー）
- Xperia play（ソニー）
- X1 Twin（シャープ）
- ふぁみ魂家郎（ゲームメイト）
  - ふぁみ魂家郎2（ゲームメイト）
  - ふぁみ魂家郎V7（ゲームメイト）
- プレイコンピューターレトロ（ライソン）
- ネオファミ（ゲームテック）
- ファミエイト（クイックリンク）
- レトロフリーク（サイバーガジェット）
- Oculus Quest（Meta）
- Oculus Quest 2→Meta Quest 2（Meta）
- Meta Quest 3（Meta）

### その他の家庭用ゲーム機
- 電子ブロック（学研）
  - 電子ブロックDR-7（電子ブロック機器製造）
  - 電子ブロックDR-7DX（電子ブロック機器製造）
  - 電子ブロックDR-1A（電子ブロック機器製造）
  - 電子ブロックDR-2A（電子ブロック機器製造）
  - 電子ブロックDR-4A ICデラックス（電子ブロック機器製造）
  - 電子ブロックSR-1A（電子ブロック機器製造）
  - 電子ブロックSR-2A（電子ブロック機器製造）
  - 電子ブロックSR-3A（電子ブロック機器製造）
  - 電子ブロックSR-3ADX（電子ブロック機器製造）
  - 電子ブロックSR-4ADX（電子ブロック機器製造）
  - 電子ブロックMAGIC-7（電子ブロック機器製造）
  - 電子ブロックST-25（電子ブロック機器製造）
  - 電子ブロックST-45（電子ブロック機器製造）
  - 電子ブロックST-100（電子ブロック機器製造）
  - 電子ブロックST-125（電子ブロック機器製造）
  - 電子ブロックST-155（電子ブロック機器製造）
  - 電子ブロックEX-15（学研）
  - 電子ブロックEX-30（学研）
  - 電子ブロックEX-60（学研）
  - 電子ブロックEX-100（学研）
  - 電子ブロックEX-120（学研）
  - 電子ブロックEX-150（学研）
  - 電子ブロックEX-181（学研）
  - 電子ブロックFX-メロディ&ウオッチ（学研）
  - 電子ブロックFX-マイコンR-165（学研）
  - 電子ブロックST-100機能再現モデル（電子ブロック機器製造）
  - 電子ブロックEX150復刻版（学研）
  - 電子ブロックEX150新装版（学研）
  - 電子ブロックmini（学研）
  - 電子ブロックEX150復刻新装版（学研ステイフル）
- ゲーム電卓
  - ディジタルインベーダー（カシオ計算機）
  - エイトアタック（カシオ計算機）
  - ボクシング（カシオ計算機）
  - ベースボール（カシオ計算機）
  - 占い（カシオ計算機）
  - スロットマシン（カシオ計算機）
  - モグラ叩き（カシオ計算機）
  - パチンコ（カシオ計算機）
  - インターバルアタック（カシオ計算機）
  - シフトパズル（カシオ計算機）
  - ラッキーダイス（カシオ計算機）
  - ラッキーダイス カードタイプ（カシオ計算機）
  - オクトリバーシ（カシオ計算機）
  - 囲碁（カシオ計算機）
- PC-FXGA（日本電気ホームエレクトロニクス）
- キッズコンピュータ・ピコ（セガトイズ）
- キッズコミュニケーション・ピコ（セガトイズ）
- セガAIコンピュータ (セガトイズ)
- アドバンスピコ・ビーナ (セガトイズ)
- イーピコ (セガ フェイブ)
- ポリーステーション
- ミニポリーステーション2004
- ファミレータ（サイバーガジェット）
- ファミリンクス（リンクスプロダクツ）
- スーパーニコファミ（リンクスプロダクツ）
- RetroN（英語版）（Hyperkin（英語版））
- ファミバンス（サイバーガジェット）
- ポケファミ
- えふしーこんぱぁちぶる
- VISION
- FXTECH
- ファミパチ21
- FC HOME 88
- FCモバイル2
- ファミ・コンフォート
- ファミ・コンパーチブル
- FC X2
- ゲームカセットコンピューター NEXT
- en:Analogue Nt
- en:Analogue Nt mini
- GAME AXE
- デンディ
- スーパーメガソン
- Super Nt（英語版）
- エスエフシーコンパクト
- 64トライスター
- FC DUAL
- FC Twin
- 2in1マルチゲーム
- スーパーニコファミ
- ウルトラファミリーコンボ
- RetroN 3（英語版）
- FC3 plus
- POLYMEGA
- FC16 go
- SupaBoy
- pokeFAMI DX
- Retro Duo Portable（英語版）
- Vii（威力棒・V-Sports）

## 業務用ゲームシステム基板
- ポン（Atari）
- ニンテンドーエンターテイメントシステム（任天堂） - ファミリーコンピュータの業務用版
- ROBO（ナイステック社） - 3DO REALの業務用版
- SEGAHIKARU（セガ）
- NAOMI（セガ）
  - NAOMI2（セガ）
- ST-V（セガ）
- トライフォース（セガ・ナムコ・任天堂）
- ハイパーネオジオ64（SNK）
- Chihiro（セガ）
- SYSTEM246（ナムコ・SCE）
- MODEL1（セガ）
  - MODEL2（セガ）
  - MODEL3（セガ）
- LINDBERGH（セガ）
- RING（セガ）
- Nu（セガ）
- ALLS（セガ）

## 復刻系ゲーム機

### テレビゲーム機（据え置き型ゲーム機）
- ニンテンドークラシックミニ ファミリーコンピュータ（任天堂、2016）
  - NES Classic Edition（任天堂、2016） - 北アメリカ版ニンテンドークラシックミニ ファミリーコンピュータ
  - ニンテンドークラシックミニ ファミリーコンピュータ 週刊少年ジャンプ創刊50周年記念バージョン（任天堂、2018）
- ニンテンドークラシックミニ スーパーファミコン（任天堂、2017）
  - SNES Classic Edition（任天堂、2017） - 北アメリカ版ニンテンドークラシックミニ スーパーファミコン
- ネオジオ ミニ（SNK、2018）
- PlayStation Classic（SIE、2018）
- メガドライブ ミニ（セガ、2019）
  - SEGA Genesis Mini（セガ、2019） - 北アメリカ版メガドライブ ミニ
  - メガドライブ ミニ・アジアエディション（セガ、2020） - アジア版（日本除く）メガドライブ ミニ
  - メガドライブ ミニ2（セガ、2022）
  - SEGA Genesis Mini 2（セガ、2022） - 北アメリカ版メガドライブ ミニ2
- PCエンジン mini（コナミ、2020）
  - PCエンジンコアグラフィックス mini（コナミ、2020） - ヨーロッパ版PCエンジン mini
  - TurboGrafx-16 mini（コナミ、2020） - 北アメリカ版PCエンジン mini
- The C64（Electronic Games、2018） - Commodore64の大きさやキータッチまで再現し、HDMIやUSB端子を備えたもの
- Zemmix mini（ロッテマート、2019）
- Intellivision Amico（マテル、2022）
- Atari VCS（Atari、2021）

### 携帯型ゲーム機
- ゲームギアミクロ（セガ、2020)
- ゲーム&ウオッチ スーパーマリオブラザーズ（任天堂、2020）
- ゲーム&ウオッチ ゼルダの伝説（任天堂、2021）

### アーケードゲーム機
- レトロアーケード（インフォレンズ、2019）
- アストロシティミニ（セガ、2020）
  - アストロシティミニV（セガ、2022）
- MVSX（SNK、2021年）
- Atari Mini Pong Jr（Atari、2021）
- RETRO STATION（カプコン、2021）
- イーグレットツー ミニ（タイトー、2022）